# Môn cưỡi ngựa

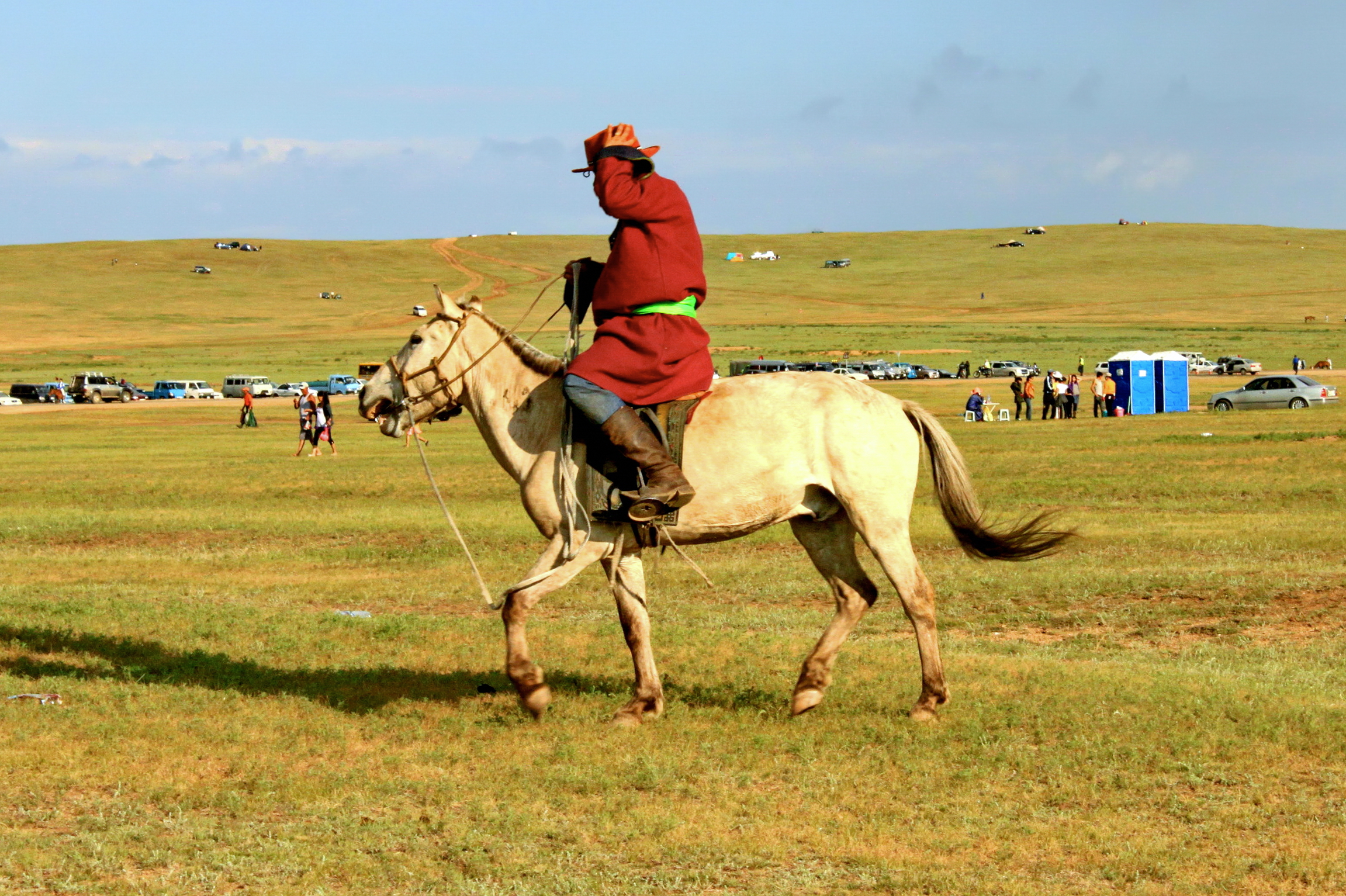
Một kỵ mã Mông Cổ với kỹ thuật truyền thống

Môn cưỡi ngựa (Equestrianism) hoặc đơn giản là cưỡi ngựa (Horse riding) hay còn gọi là mã thuật hay "thừa mã" là một môn thể thao nghệ thuật được biểu diễn qua hình thức người kỵ mã hay nài ngựa ngồi trên lưng ngựa (chủ yếu là các giống ngựa thuộc dòng ngựa cưỡi) gọi là tọa kỵ để điều khiển ngựa đi hoặc chạy theo những động tác chính xác và linh hoạt theo ý người cưỡi ngựa. Cưỡi ngựa là hoạt động có từ lâu đời, gắn với quá trình thuần hóa và sử dụng ngựa trong cuộc sống hàng ngày cũng như trong chiến trận, thông qua đó các kỹ thuật cưỡi ngựa (mã thuật) ngày càng được phát triển và hoàn thiện, nhất là kỹ thuật cưỡi ngựa thi đấu thể thao.
Ngày nay, ngoài hình thức cưỡi ngựa truyền thống của các dân tộc, cưỡi ngựa và các kỹ thuật của nó đã trở thành một môn thể thao ngày càng thông dụng và hiện tại, môn cưỡi ngựa đã là một môn thể thao thi đấu chính thức tại Thế vận hội (thi đấu tài vận) với tư cách là bộ môn thể thao tranh tài gọi là Cưỡi ngựa nghệ thuật (Dressage). Cưỡi ngựa nghệ thuật đã là nội dung của Thế vận hội vào năm 1900, rồi trở thành môn chính thức của Thế vận hội đều đặn từ năm 1912 đến nay. Ngoài ra, các hình thức cưỡi ngựa đường trường, cưỡi ngựa giải trí, thư giãn, du lịch ngày càng được phổ biến, quảng bá rộng rãi và đem lại nhập cao, đáp ứng sở thích của con người.

## Tổng quan
Ngựa được sử dụng để chở người trên lưng thì được gọi là ngựa cưỡi. Từ lâu nay, việc cưỡi ngựa được dùng cho thời chiến tranh hay cho việc liên lạc thông tin và có lịch sử lâu đời gắn với quá trình thuần hóa ngựa. Ngày nay, các loại ngựa được lai giống để có thể phù hợp với công việc của chúng. Hoạt động cưỡi ngựa ngày càng chuyên môn hóa, bên cạnh kiểu cưỡi ngựa truyền thống của các dân tộc, vùng miền lãnh thổ thì các kỹ thuật hiện đại xuất hiện, kéo theo việc phát triển môn cưỡi ngựa thể thao cùng nhiều loại hình và lợi ích từ nó, và quá trình phổ quát hóa đã đưa nó vào bộ môn thi đấu tại Thế Vận hội như là một cuộc tranh tài đỉnh cao.

### Lịch sử

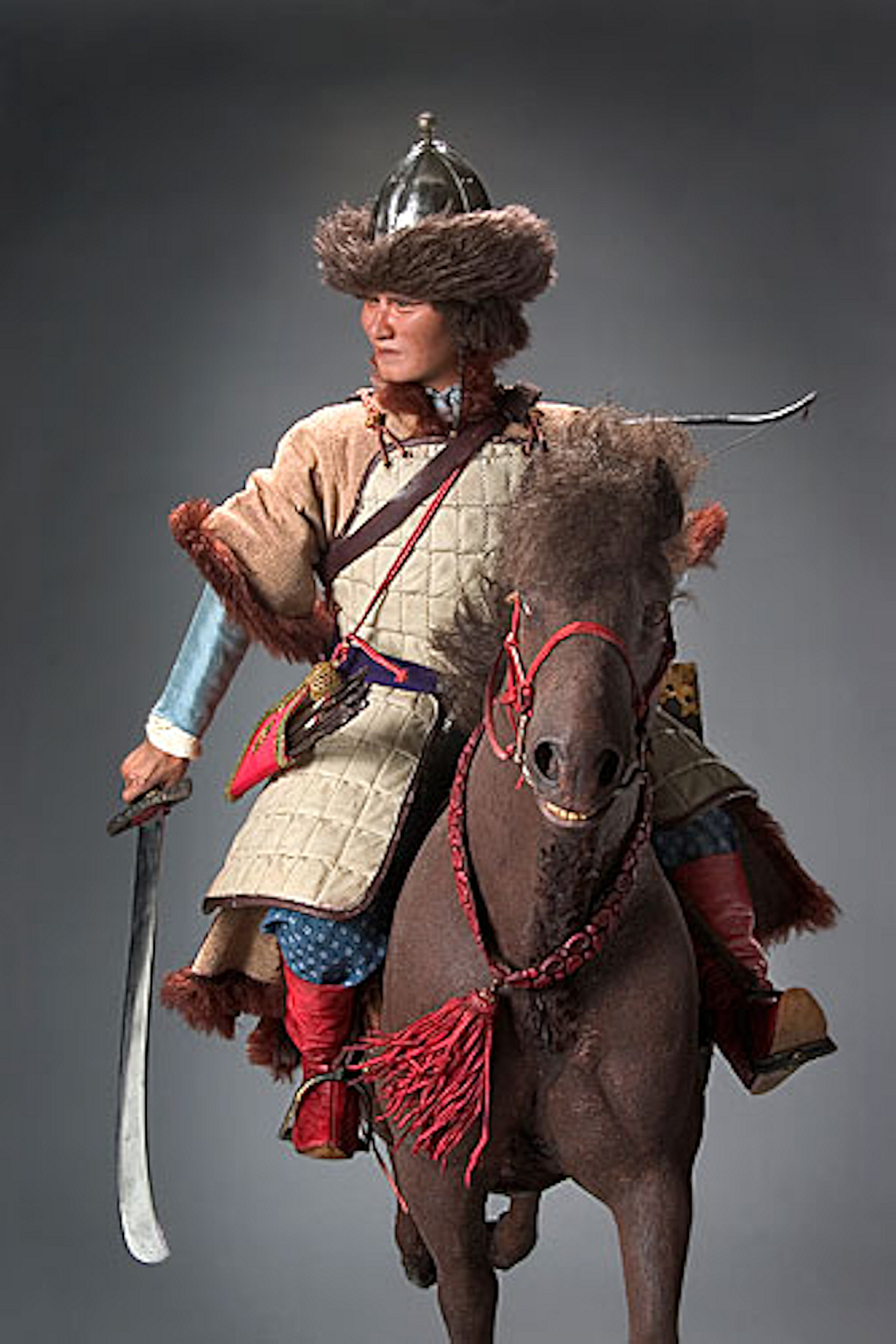
Phục dựng về kỵ sĩ người Hung với tài cưỡi ngựa đã gây khiếp đảm ở châu Âu thời cổ

Hoạt động cưỡi ngựa của con người diễn ra từ rất sớm, ngay từ lúc con người thuần hóa ngựa dùng để cưỡi. Ngựa được xem là đã được con người thuần hóa từ vùng đồng bằng mênh mông ở Trung Á. Có những bằng chứng cụ thể chắc chắn rằng con ngựa đã được cưỡi bởi những người thời cổ trong nền văn hoá Botai thời đại đồ đồng, khoảng 3600-3100 TCN. Bằng chứng sớm nhất cho thấy con ngựa đầu tiên được cưỡi vào khoảng năm 3500 trước Công nguyên, nơi có những bằng chứng từ những chiếc xương sọ ngựa được tìm thấy tại Kazakhstan.
Sau khi được thuần hóa và huấn luyện, ngựa được dùng để cưỡi trong các trận chiến đấu tranh thời đó. Trong những di tích mà người ta tìm thấy được, người Ai Cập cổ đại đã biết cưỡi ngựa ở 2000 năm trước. Tuy nhiên vào thời kỳ đó họ chỉ cưỡi trơn không yên cương và chưa biết cách điều khiển con ngựa. Họ ngồi chàng hảng trên mông ngựa hoặc xệch về phía vùng lưng ngực vì vào thời kỳ đó nhiều giống ngựa chưa đủ mạnh khỏe để có thể ngồi trên lưng. Phải đến khoảng thế kỷ thứ VIII trước công nguyên, sau khi lai nhiều giống ngựa khác nhau, người ta mới có được giống ngựa đủ tốt để cưỡi và đủ linh động để sử dụng cung tên khi di chuyển.

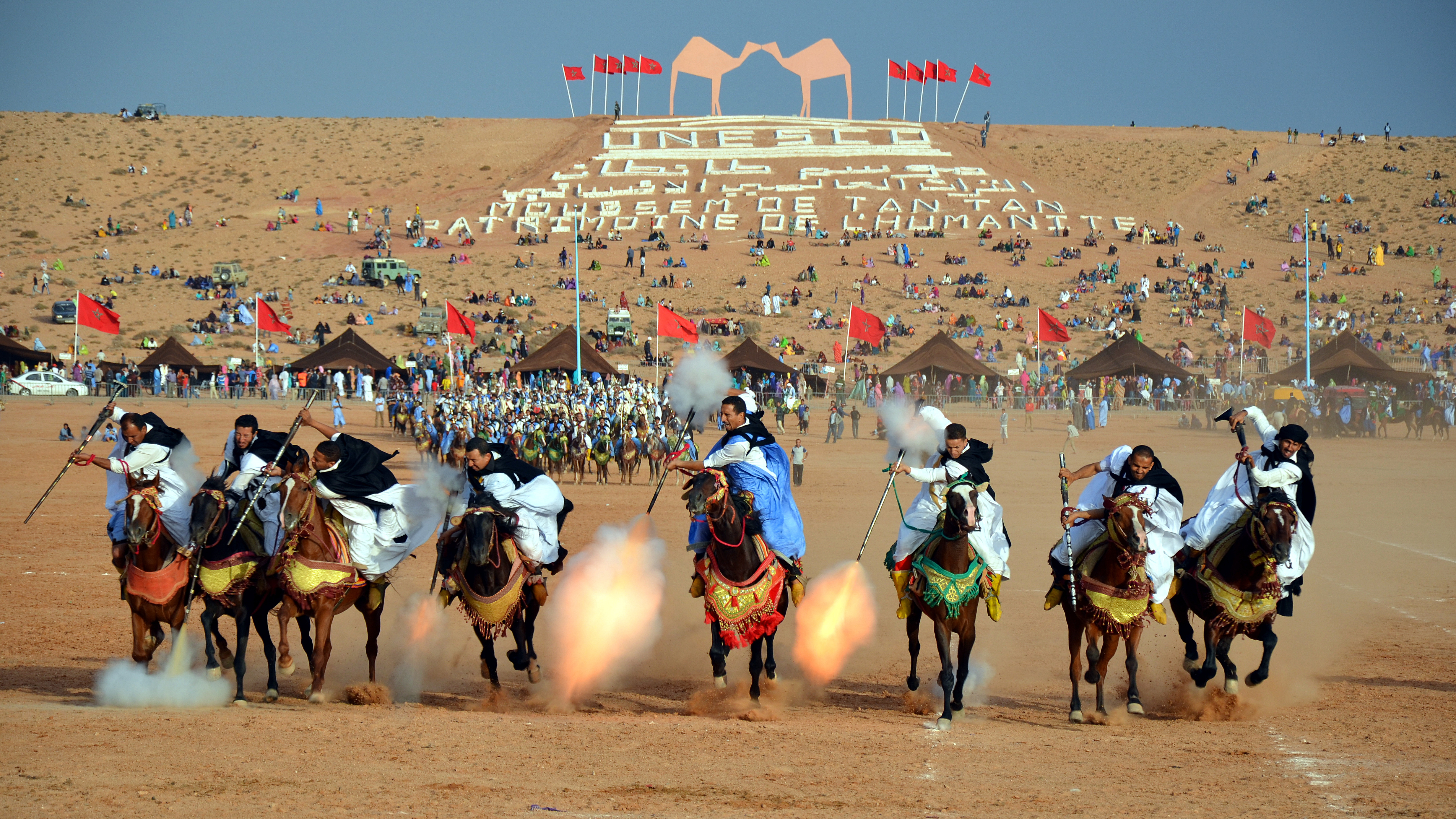
Người bộ lạc Sahrawi biểu diễn tại Lễ hội fantasia ở Tan-Tan, Morocco.

Tại Châu Âu, nghệ thuật cưỡi ngựa đã phát triển sớm từ thời Hy Lạp Cổ đại và được thế giới biết đến qua quyển thư tịch tối cổ thư “On Horseman” ghi chép về Mã Thuật của nhà văn Xenophon (430–345 TCN) vốn xuất thân từ giai cấp kỵ mã của kinh thành Nhã Điển. Thế vận hội thời Hy Lạp cũng đã có môn đua xe ngựa. Đến thời kỳ Phục Hưng (Renaissance), tại Ý đã xuất hiện trào lưu xem lại những nhận định của Xenophon về Mã thuật (Equestrianism) và từ đó bắt nguồn cho nền nghệ thuật cưỡi ngựa cận đại Châu Âu. Như vậy, cưỡi ngựa, với tính cách là một bộ môn thể quý tộc xuất phát từ Châu Âu, đã tồn tại qua hàng thế kỷ trước.
Vào thế kỷ thứ 18, một người Pháp tên Francois Robichon de la Guerinière (1688 -1751) được xem là người khởi đầu của nghệ thuật cưỡi ngựa cận đại vì ông này chuyên nghiên cứu những phương pháp huấn luyện nghệ thuật cưỡi ngựa và có tiếng trong sự nghiệp sưu tập, biên khảo những tài liệu về Mã Thuật. Sau đó, đến thứ kỷ thứ XIX thì một Mã thuật gia người Đức là Gustav Steinbrecht đã có công sáng chế những tư thế và động tác cơ bản cho nền nghệ thuật cưỡi ngựa hiện đại ở nước Đức, những phương pháp huấn luyện của ông Steinbrecht về các động tác lên yên, cưỡi ngựa, điều khiển ngựa cũng chính là nền tảng của môn “Cưỡi Ngựa Nghệ Thuật” hiện nay.
Qua quá trình vận động và phát triển môn cưỡi ngựa nghệ thuật ở châu Âu đã lan tỏa ra toàn thế giới, kéo theo sự xuất hiện của nhiều Hiệp hội về đua ngựa và cưỡi ngựa nghệ thuật. Ngày nay, Tổ chức vận hành các giải đấu Vô Địch Mã Thuật Phong cách Anh trên Thế Giới là Liên Đoàn Mã Thuật Quốc Tế (Fédération Equestre Internationale viết tắt là FEI), đặt trụ sở tại thành phố Lausanne ở Thụy Sĩ. FEI được các Hiệp Hội Mã Thuật của 8 quốc gia gồm Bỉ, Đan Mạch, Pháp, Ý, Na Uy, Thụy Điển, Nhật Bản và Hoa Kỳ và được thành lập từ năm 1921. Hiện nay, FEI có 314 thành viên bao gồm các Hiệp Hội Mã Thuật của các quốc gia và khu vực.
Ngay cả hệ thống giải của Liên Đoàn Mã Thuật Quốc Tế-FEI cũng đã nói lên rằng đấy là một trò chơi sang trọng, đẳng cấp hơn là một môn thể thao thực thụ. Không có giải vô địch thế giới, nhưng có Cúp cưỡi ngựa nghệ thuật. Ngoài các cuộc thi tại Olympic, Liên quan FEI còn tổ chức riêng một đại hội là Olympic Cưỡi ngựa (Mã tài vận), cũng 4 năm tổ chức một lần. Trong khi đó, các giải đấu quốc tế của Mã Thuật Phong cách Miền Tây phần lớn đều do Liên Đoàn Mã Thuật Hoa Kỳ (United States Equestrian Federation–viết tắt là USEF) và Hiệp Hội Ngựa Quarter Mỹ (American Quarter Horse Association-viết tắt là AQHA) tổ chức và chủ yếu diễn ra trong phạm vi toàn quốc của Mỹ nhưng cũng có nhiều thành phần mở rộng.

### Loại hình

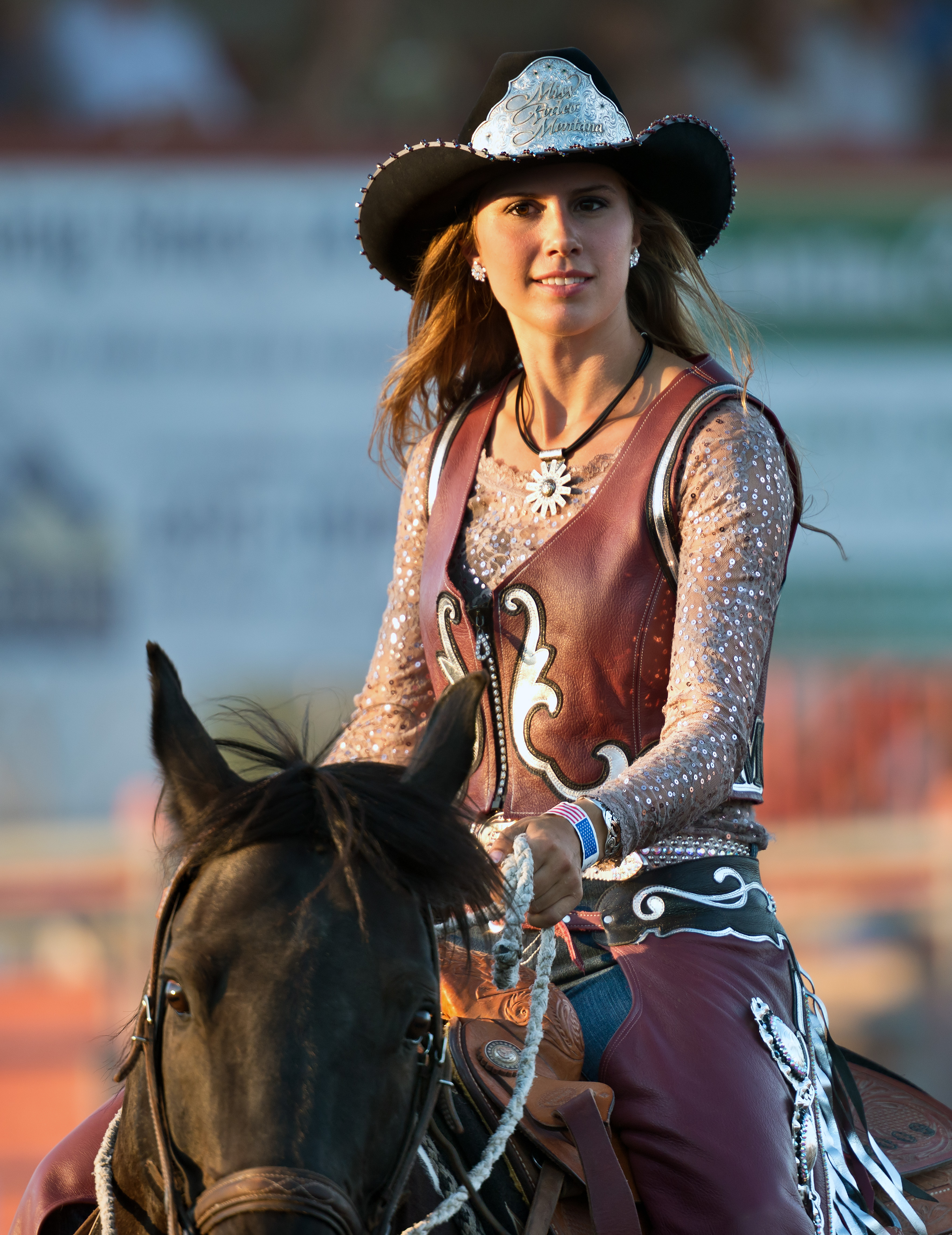
Một thí sinh tham gia môn cưỡi ngựa trình diễn theo Phong cách miền Tây (Western riding)

Ngựa được huấn luyện và cưỡi cho các mục đích làm việc thực tế, chẳng hạn như trong công việc của cảnh sát hoặc để kiểm soát đàn vật nuôi trong trang trại, nông trường. Chúng cũng được sử dụng trong các môn thể thao cạnh tranh bao gồm, nhưng không giới hạn ở các nội dung trình diễn, cưỡi ngựa đường trường, thi đấu, đua xe ngựa kéo, biểu diễn nhảy ngựa, mã cầu (polo), đua ngựa, một số hình thức thi đấu phổ biến được gom lại với nhau tại các buổi trình diễn ngựa. Ngựa (và các đối tượng súc vật lao động khác như con la hoặc con lừa, lạc đà) được sử dụng để cưỡi giải trí không cạnh tranh như săn cáo, cưỡi ngựa đi dạo bách bộ ngoài trời (Riding outdoors).
Ngựa cũng được sử dụng cho mục đích trị liệu tâm lý, cả trong cuộc thi đua ngựa chuyên nghiệp cũng như cưỡi ngựa không cạnh tranh để cải thiện sức khỏe con người. Ngựa cũng được điều khiển trong thi đua xe ngựa, tại các triển lãm ngựa và trong các loại triển lãm khác như tái hiện lịch sử hoặc nghi lễ. Ở một số nơi trên thế giới, chúng vẫn được sử dụng cho các mục đích thực tế như cày cấy, thồ, chở, chăn thả gia súc. Ngựa tiếp tục được sử dụng trong dịch vụ công cộng: trong các nghi lễ truyền thống (diễu hành, đám tang), cảnh sát cưỡi ngựa và bộ đội biên phòng và để tìm kiếm, cứu hộ cứu nạn.
Môn cưỡi ngựa là một trong những môn thể thao quý tộc có xuất xứ từ các nước châu Âu. Môn thể thao này đã có từ thời xa xưa cho đến nay vẫn được duy trì và phát triển mạnh. Đặc biệt trong thời gian gần đây nó bắt đầu du nhập vào Việt Nam, Trung Quốc và tạo nên sức hút mạnh mẽ, thể hiện đẳng cấp sang trọng, quý phái, mạnh mẽ, còn ở Hàn Quốc cưỡi ngựa đang được nhiều người ưa thích. Tuy nhiên cưỡi ngựa được xem là môn thể thao quý tộc không dành cho mọi người do chi phí khá tốn kém. Hiện nay, Bộ môn cưỡi ngựa có một số dạng chủ yếu:

Ngựa chạy nước kiệu (Trot), 8–13 km/h (5,0–8,1 mph)

Ngựa phi nước nhỏ (Canter), 16–27 km/h (9,9–16,8 mph)

Ngựa phi nước đại (gallop). 40–48 km/h (25–30 mph), kỷ lục: 70,76 km/h (43,97 mph)

- Cưỡi ngựa thể thao: Ngày nay có nhiều môn thể thao như Dressage (trình diễn), Nhảy cao và Eventing (tạm dịch là thể loại thử ngựa/toàn năng/mã thuật tổng hợp) có nguồn gốc từ trong chương trình huấn luyện quân sự, được tập trung vào việc phải kiểm soát và cân bằng giữa người cưỡi ngựa và con ngựa.
- Môn thể thao nhảy ngựa (người cưỡi ngựa ngồi trên lưng ngựa giữ không bị rơi xuống khi ngựa tung nhảy) rất phổ thông ở Mexico, Tây Ban Nha hay Hoa Kỳ, Nam Mỹ, Canada và Úc hay thể thao theo phong cách săn bắn.
- Trò đua ngựa: Đây là trò chơi thi đấu tốc độ giữa các con ngựa, đua ngựa được xem là có lịch sử hình thành và phát triển từ lâu đời, trò đua ngựa nó đem lại sự thích thú, sảng khoái và tiền bạc cho người các độ do đó ngựa có sức ảnh hưởng kinh tế lớn.
- Cưỡi ngựa du lịch: Cưỡi ngựa còn được xem là một loại hình du lịch, ngựa thường được du khách chụp hình hoặc thử một lần ngồi trên lưng ngựa. Cưỡi ngựa cho loại hình du lịch này có 2 dạng là cưỡi ngựa tản bộ (Trail riding) hay cưỡi ngựa dã ngoại (riding outdoors) với đặc trưng là cưỡi ngựa đồi dốc hay và loại hình ngồi ngựa xe với số lượng người đông. Những con ngựa này được thuần hoá, được trang bị một bộ khớp (tức yên) tương xứng với cái mã của nó để làm người mẫu cho du khách đứng gần hoặc cưỡi tại các điểm tham quan du lịch.
- Cưỡi ngựa nước kiệu (Trotter) hay cưỡi ngựa chạy: Cưỡi ngựa chạy một cách nhịp nhàng và êm, chủ yếu làm dáng. Nước kiệu là dáng đi theo đường chéo hai nhịp của ngựa trong đó các cặp chân chéo di chuyển về phía trước cùng một lúc với một thời điểm tạm dừng giữa mỗi nhịp. Nó có sự thay đổi rộng rãi về tốc độ có thể, nhưng trung bình khoảng 13 km một giờ (8,1 dặm/giờ). Các đạo diễn điện ảnh thường dùng môn thể thao này để thể hiện đẳng cấp của những nhân vật trong phim thuộc tầng lớp giàu có, bởi thực tế là chi phí cho nó rất đắt. Ngoài những phụ kiện vốn dĩ không hề rẻ, người chơi còn phải bỏ cả đống tiền ra tậu ngựa và nuôi dưỡng chúng. Theo Graemont, giá một con ngựa đẳng cấp thế giới dao động từ 125.000 cho tới 250.000 USD. Nhiều giống ngựa được lai tạo phục vụ cho nhu cầu này với dáng đẹp, chạy êm.

### Lợi ích

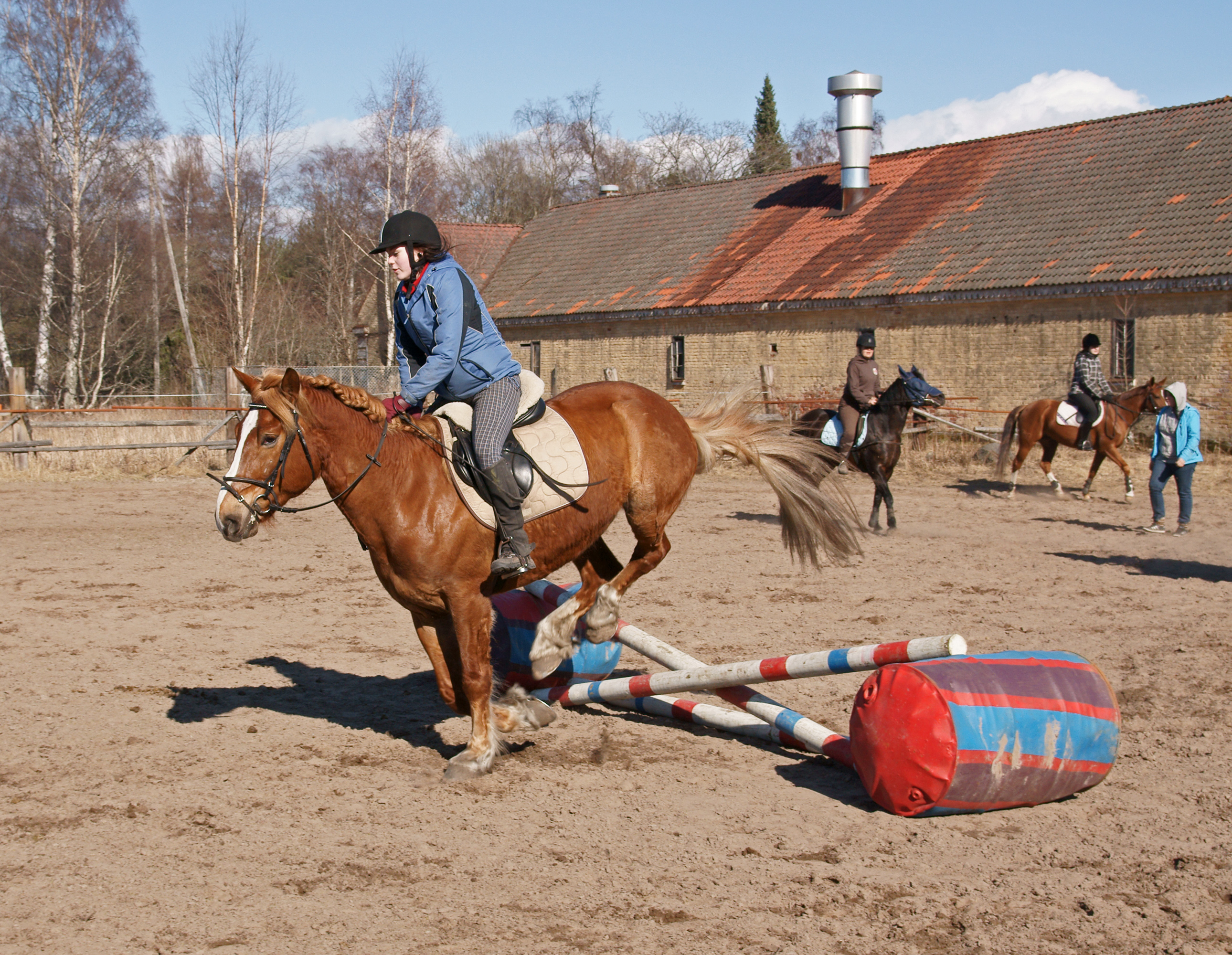
Cưỡi ngựa được xem là môn thể thao đem lại nhiều lợi ích về thể chất

Cưỡi ngựa là môn thể thao mang lại rất nhiều lợi ích cho người học và người chơi, không chỉ về sức khỏe, tham gia môn thể thao cưỡi ngựa giúp mang lại cho người chơi những giờ phút giải trí thú vị thoải mái. Không chỉ đem lại những giờ phút giải trí và tập luyện nâng cao thể lực sau thời gian làm việc, học tập căng thẳng, cưỡi ngựa còn giúp người chơi được hòa mình vào thiên nhiên, đồng thời hạn chế được tác động từ mặt trái của những chiếc điện thoại thông minh, những chiếc máy tính bảng hiện nay và trở nên năng động hơn.
Đặc biệt hơn môn thể thao lâu đời này có rất nhiều lợi ích cho sự phát triển lành mạnh của trẻ em. Cưỡi ngựa mang lại rất nhiều những lợi ích về sức khỏe tinh thần, loại bỏ những căng thẳng trong cuộc sống. Việc dành thời gian chăm sóc và cưỡi ngựa có thể giảm mức độ căng thẳng. Ngoài việc rèn luyện sức khỏe, môn thể thao cưỡi ngựa còn giúp các học viên có thêm tình yêu về động vật, hòa mình với thiên nhiên. Ngoài ra, môn thể thao này cũng được xem là một môn thể thao tập luyện giúp nâng cao thể lực cho người chơi.
Cưỡi ngựa là môn thể thao đòi hỏi người chơi phải biết tương tác với con vật. Nài ngựa phải học rất nhiều từ ngựa, từ cách ngồi thoải mái trên lưng ngựa cho đến việc phải hiểu tính nết của nó để điều khiển theo ý mình. Chính sự tương tác này giúp các học viên biết ứng xử bình tĩnh và kiểm soát tình huống tốt hơn. Loài ngựa, từ hàng thế kỷ qua, đã được biết đến là một loài vật có sự đồng cảm với con người, loài ngựa mang đến rất nhiều ý nghĩa trong cuộc sống, đặc biệt là các em nhỏ có vấn đề về tâm lý, tự kỷ khi cưỡi ngựa, sẽ giúp cho các em có những suy nghĩ tích cực hơn trong cuộc sống.
Cưỡi ngựa còn có thể phát triển thành một dạng liệu pháp giúp đỡ bệnh nhân có vấn đề về tâm lý. Tại Nicaragua, việc cho trẻ em khuyết tật cưỡi ngựa là liệu pháp độc đáo để trị bệnh cho các em. Với các em nhỏ bị tật ở chân, khi cưỡi ngựa sẽ có được những chuyển động trước, sau, trái, phải tương tự như khi đi bộ, giúp cải thiện khả năng vận động và sức khỏe, những bài tập trên lưng ngựa cũng có tác dụng nâng cao sự tự tin cho trẻ, giúp các em hòa nhập hơn với cộng đồng, tạo sự kết nối giữa trẻ và động vật, môn thể thao này hữu ích với các đối tượng trẻ em, nhất là các em nhỏ mắc bệnh tự kỷ bằng sự kết nối giữa trẻ em và những chú ngựa, chúng đã giúp cho những đứa trẻ này những kỹ năng trong cuộc sống khiến cho chúng hòa mình vào xã hội nhanh chóng.

## Thế Vận hội

### Bộ môn
Trước đây, vào thời Hy Lạp cổ đại, Thế Vận hội có môn cưỡi ngựa, các cuộc đua ngựa, diễn ra trong các trường đua, gồm cuộc đua có xe kéo và đua cưỡi ngựa, đây là đặc quyền của quý tộc. Về cuộc đua 4 ngựa, xe được 4 ngựa kéo, nó mang lại vinh quang thể thao quan trọng, nhưng phải nhớ rằng chỉ có chủ sở hữu xe và ngựa mới được nhận vòng nguyệt quế, biểu tượng của chiến thắng, chứ không phải là người cưỡi ngựa đua hay người đánh xe ngựa. Những hình tượng này đã được phản ánh trong văn học, nghệ thuật từ cổ đại đến nay.
Cưỡi ngựa nghệ thuật đã là nội dung của Olympic vào năm 1900 và trở thành môn chính thức của Olympic đều đặn từ năm 1912 đến những năm nay. Khác với môn đua ngựa, môn thi đấu này phải là môn trình diễn, mang nặng tính nghệ thuật. Từ trang phục của vận động viên cho đến nội dung thi đấu, từ sự cầu kỳ trong khâu chuẩn bị tranh tài cho đến sân bãi phục vụ cuộc thi, tất cả đều toát lên sự sang trọng, đầy phép tắc của một môn chơi thượng lưu, gắn liền với các hoàng gia. Các bộ môn liên quan đến Mã Thuật được tranh tài tại Thế Vận Hội và các giải Vô Địch Thế Giới hiện nay hầu như đều bắt nguồn từ những tiêu chuẩn căn bản của Mã Thuật phong cách Anh (English riding).
Tại Thế Vận Hội, Mã Thuật có 3 bộ môn tranh tài. Nội dung trình diễn trong cưỡi ngựa nghệ thuật gồm 3 nhóm chính:

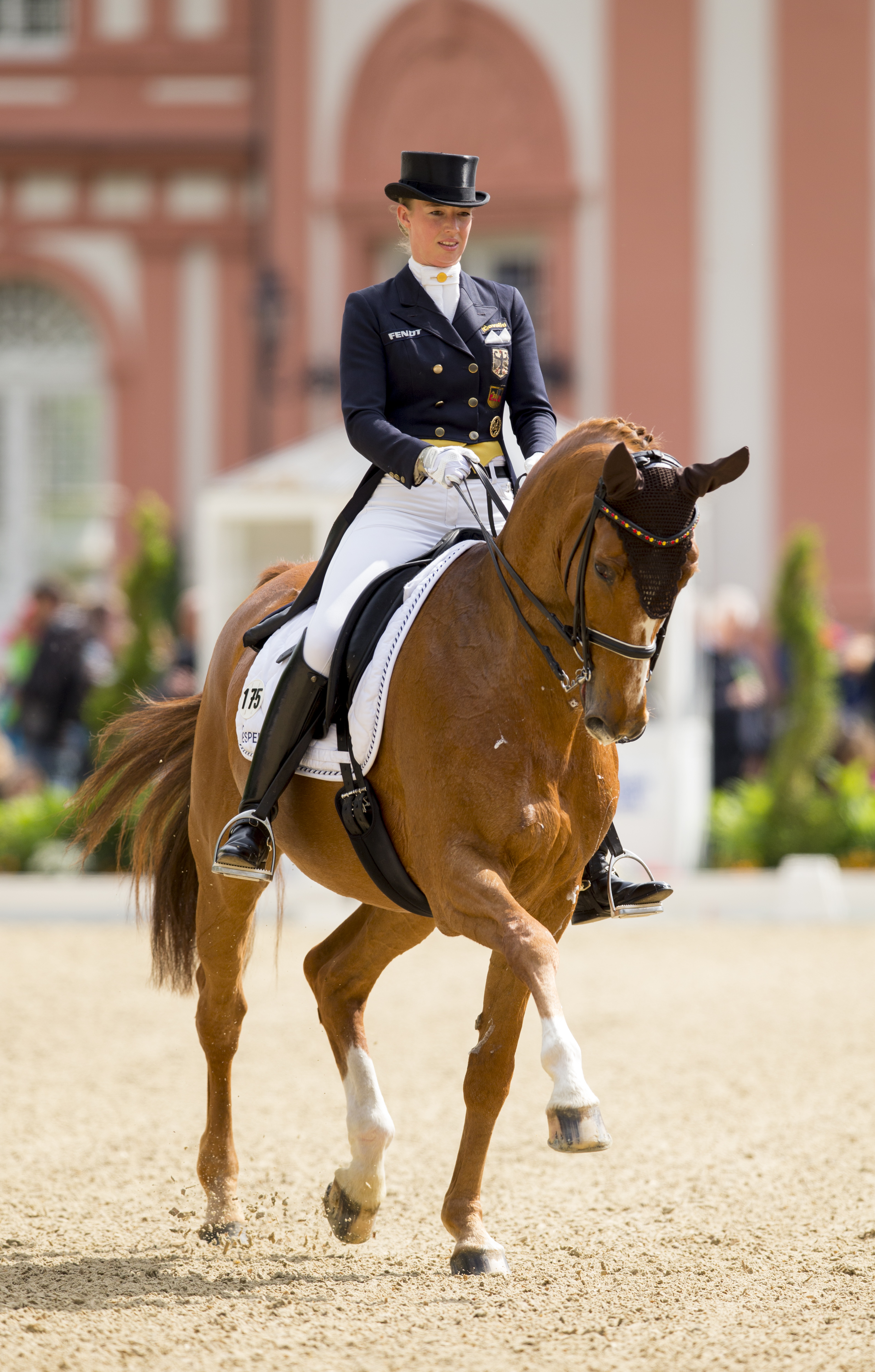
Cưỡi ngựa thi đấu tại Thế Vận hội với nội dung biểu diễn nghệ thuật (Dressage)

- Cưỡi ngựa trình diễn hay Cưỡi ngựa nghệ thuật (Dressage): Là nhóm nội dung thi đấu có tính cách nhẹ nhàng như một cữ dượt, chủ yếu mang tính phô diễn.
- Nhảy ngựa (Jumping) hay Cưỡi Ngựa Vượt Chướng Ngại Vật (Show Jumping) hay từ nhảy vượt xà: điều khiển cho ngựa nhảy qua chướng ngại vật (thông thường là một rào chắn) một cách nhẹ nhàng và gọn gàng.
- Nội dung Cưỡi ngựa Toàn năng (Eventing) hay còn gọi là Mã thuật tổng hợp hay còn gọi là thử ngựa, là nội dung thi đấu có độ khó khi các cặp ngựa và nài ngựa phải lần lượt thực hiện tất cả những gì có trong môn cưỡi ngựa. Kĩ năng cưỡi ngựa (bao gồm nhảy qua lưng ngựa, trình diễn trên lưng ngựa và đua ngựa 3 ngày liên tiếp).

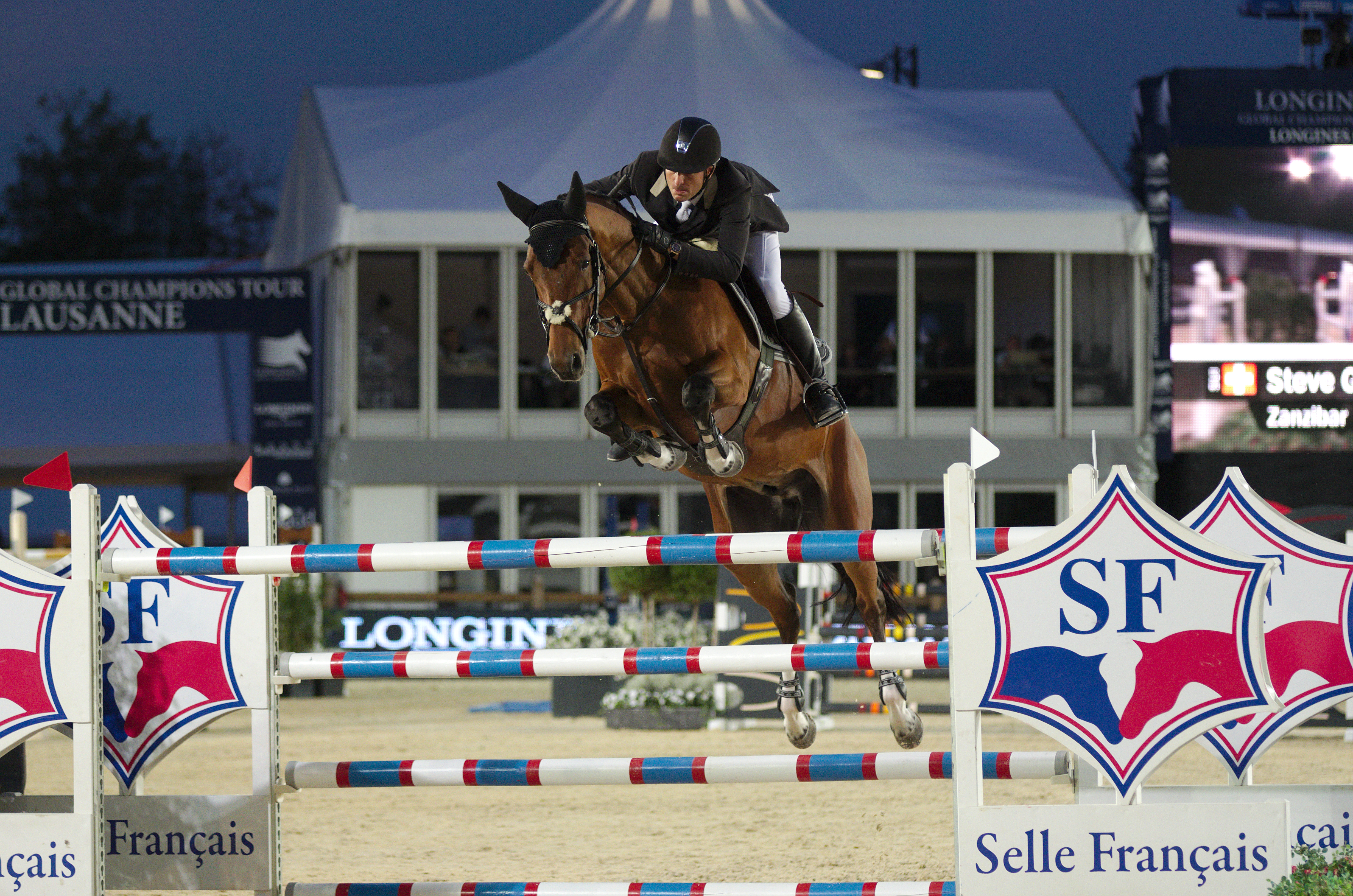
Cưỡi Ngựa Vượt Chướng Ngại Vật (Show Jumping)

Trước đây, tại kỳ Thế Vận Hội Paris 1900 còn có bộ môn Cưỡi Ngựa Nhảy Cao và Cưỡi Ngựa Nhảy Xa, nhưng vì tính cách nguy hiểm của những trường hợp bị ngã ngựa nên sau đó hai bộ môn này đã bị hủy bỏ. Ngoài ra, bộ môn Cưỡi Ngựa Biểu Diễn (Figure) cũng chỉ được công nhận một lần tại kỳ Thế Vận Hội Antwerp tổ chức tại Bỉ Quốc vào năm 1920. Trong lịch sử Thế Vận Hội cận đại, từ trước kỳ Thế vận hội Helsinki năm 1952 chỉ có quân nhân mới được tranh tài các bộ môn Mã Thuật. Hiện nay, Mã Thuật là môn thể thao được sử dụng động vật và không phân biệt giới tính tuyển thủ tại vũ đài Thế Vận Hội.
Tại giải Vô Địch Mã Thuật Thế Giới thì được tăng thêm 3 bộ môn thi đấu khác, tổng cộng có 6 bộ môn, trong đó 03 nội dung bổ sung là:
- Đua Xe Ngựa (Harness racing) hay còn gọi là đua ngựa kéo xe: Đây là nội dung đưa ngựa nhưng không thuộc thể loại cưỡi ngựa vì tuyển thủ thi đấu không trực tiếp ngồi trên lưng ngựa.
- Biểu diễn thể thao trên lưng ngựa hay xiếc ngựa (Vaulting): Đây là bộ môn biểu diễn mang tính xiếc thuật, nhào lộn trên lưng ngựa với độ khó rất cao.
- Đua ngựa cự ly dài hay đua ngựa đường trường (Long Distance Ride): Đây là phần thi đánh giá sức bền của ngựa cũng như của nài ngựa. Đây là nội dung đua ngựa băng đồng, đua ngựa 3 ngày liên tiếp.

Ngoài ra, hiện nay, nước Anh đang vận động đưa môn cưỡi ngựa đấu thương vào thi đấu Olympic. Cưỡi ngựa đấu thương là một cuộc thi của 2 hiệp sĩ. Họ mặc giáp toàn thân, cưỡi ngựa, lao vào nhau và cố gắng đẩy người kia ngã xuống đất bằng một chiếc thương dài 3,7m với đầu thương được bọc tròn nhằm tránh gây thương tích cho đối thủ. Những kỵ sĩ đấu thương chuyên nghiệp cho biết, môn thể thao này xứng đáng được công nhận là môn võ nghệ thuật phương Tây và nên được thêm vào danh sách thi đấu ở Olympic.
Được hỗ trợ bởi tổ chức English Heritage, một tổ chức từ thiện bảo tồn 400 di tích văn hóa, lịch sử, và đã đưa ra bản kiến nghị trực tuyến nhằm đưa môn thể thao này đến thế vận hội Rio. Đầu tiên để được công nhận là một môn thể thao Olympic cần ít nhất là bảy năm. Và cần phải có một Liên đoàn quốc tế kỵ sĩ đấu thương được thành lập và tổ chức giải vô địch thế giới. Sẽ mất nhiều năm nữa để môn thể thao này trở nên phổ biến, và chặng đường để đưa môn thể thao này đến với Olympic còn rất dài, nhưng đó là cách để nước Anh, cũng như các quốc gia châu Âu có thể bảo tồn nền văn hóa của mình.

### Thể thức

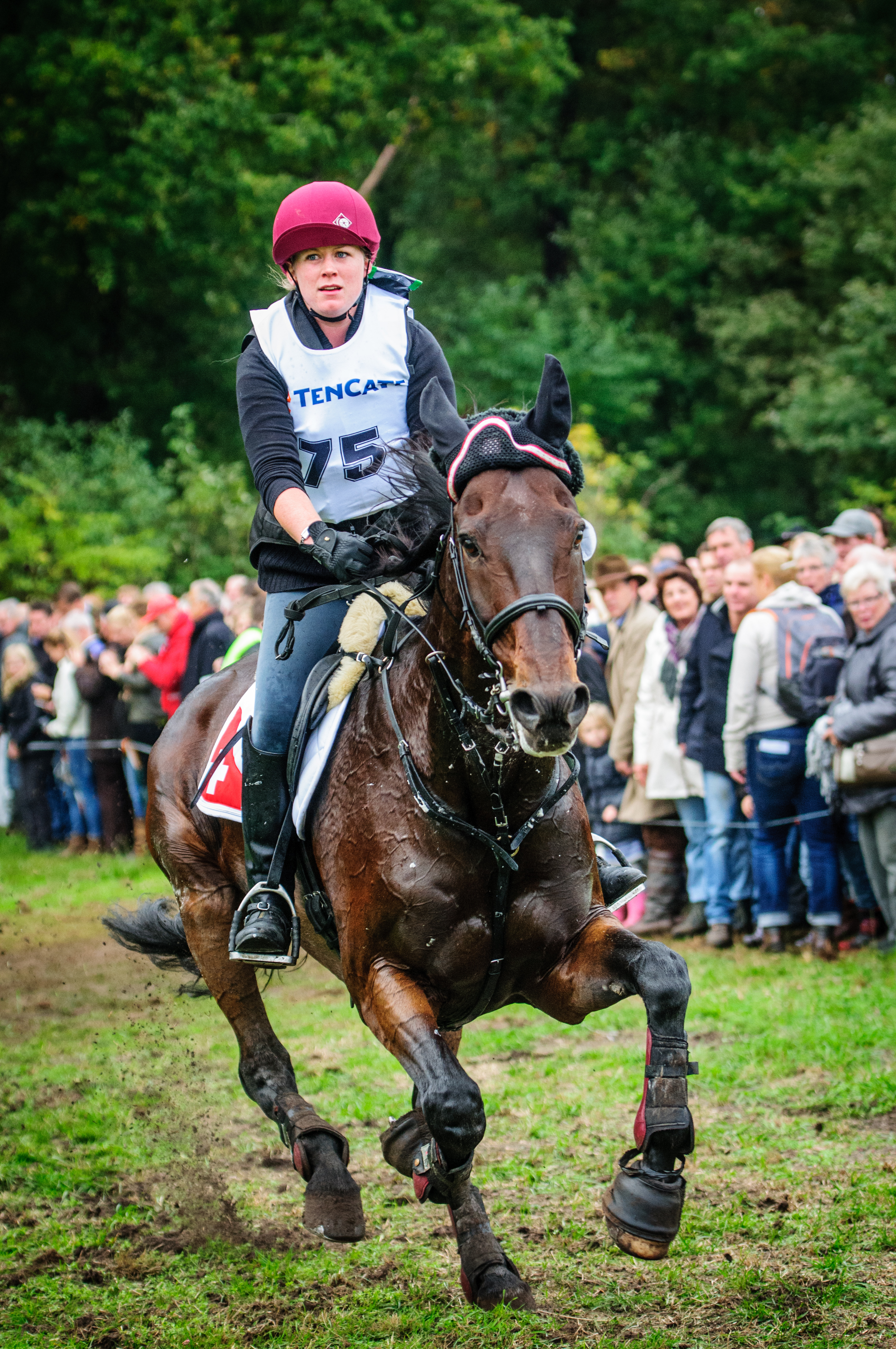
Trình diễn cưỡi ngựa phối hợp với nội dung thử ngựa-toàn năng (Eventing)

Cưỡi ngựa trình diễn (Dressage) được xem là nhóm nội dung nhẹ nhàng nhất, như một môn cữ dượt, chủ yếu mang nặng tính phô diễn. Trong tiếng Pháp thì từ "Dressage" được hiểu theo nghĩa đen là "đào tạo" hay trang hoàng và đó là những gì sẽ được đánh giá trong suốt cuộc thi đấu. Nội dung Dressage được gọi là Cưỡi ngựa trình diễn, cưỡi ngựa nghệ thuật. Liên đoàn thể thao quốc tế đã đặt tên cho môn thi đấu này là cưỡi ngựa biểu diễn là thể hiện ấn tượng nhất trong việc huấn luyện ngựa.
Môn thi đấu này này chủ yếu ở chỗ ngựa và người phải hòa hợp thành một chủ thể thống nhất từng động tác một cách tinh tế như vậy mới được chấm điểm cao trong các kỳ thi. Ngựa thể hiện cách nhún nhảy, đi bộ, làm dáng cơ bản, muốn ngựa nhấc một chân trước là ngựa làm theo. Vì đây là các nội dung nhẹ nhàng, lịch sự, nên khi phụ nữ được phép tranh tài ở Olympic thì đây là những nội dung đầu tiên mà họ được tham dự. Hiện có nhiều giống ngựa ở châu Âu được lai tạo, phát triển các tính khí, tố chất để phù hợp với bộ môn này.
Bản chất của môn thi đấu cưỡi ngựa biểu diễn là một con ngựa sẽ nhảy múa nhưng để không mắc sai sót gì, cuộc thi yêu cầu con ngựa đó phải được luyện tập nhiều và có vận động viên huấn luyện con ngựa đó cùng tham gia. Trong cả đoạn đường ngựa biểu diễn, các thanh viên Ban Giám khảo sẽ xem cách con ngựa đó thực hiện bài kiểm tra theo quy định, từng bước đi và nhún nhảy theo nhạc có thuần thục hay không. Ngoài ra, người cưỡi ngựa và điều khiển ngựa phải thể hiện một tinh thần thoải mái và phong thái quyền quý sang trọng, tao nhã với trang phục bảnh bao quý phái theo phong cách Anh.
Về cơ bản, mục đích của môn thi này muốn con ngựa tham gia thi đấu thể hiện các động tác như thể nó đang tự biểu diễn vì đã được huấn luyện rất kỹ càng. Bất kể các động tác di chuyển như thế nào thì các vận động viên thi đấu đều có thể được ban giám khảo đánh giá bằng thang điểm từ một đến mười. Thực tế nếu tất cả họ đều cho điểm 6 thì phần trình diễn đó khá tốt, các vận động viên thi đấu đạt được số điểm này sẽ được đi thẳng vào vòng thi tiếp theo. Nếu được điểm 9 thì có nghĩa là vòng thi đó rất tuyệt vời.
Nhóm nội dung cơ bản thứ hai là Nhảy ngựa (Jumping): điều khiển cho ngựa nhảy qua chướng ngại vật một cách nhẹ nhàng. Chướng ngại vật có khi cao, có khi dài, khi là rào đơn, khi là rào kép, thậm chí là rào tam cấp. Nhìn chung, cứ phải vượt qua các rào cản trên một lộ trình định sẵn. Đặc biệt có những quy tắc khắt khe trong việc quy định ngựa nhảy qua rào chắn, nếu khi nhảy qua làm đụng rào, rơi rào chắn thì xem như bị lỗi và có thể bị trừ điểm hoặc phạm quy và loại thi đấu. Nội dung thi đấu này có tính nguy hiểm cao, những tai nạn ngã ngựa có thể xảy ra.
Nội dung thi Toàn năng (Eventing) hay còn gọi là thử ngựa. Trong nhóm nội dung này, các cặp “ngựa và nài” phải lần lượt thực hiện tất cả những gì có trong môn cưỡi ngựa, họ phải trình diễn nghệ thuật (Dressage), phải thi các kiểu nhảy ngựa (Jumping), rồi lại phải thực hiện các nội dung băng đồng, tức vượt qua các kiểu địa hình khó khăn mà ban tổ chức dàn dựng cho giống với sự khắc nghiệt của việc cưỡi ngựa băng rừng vượt suối, đua ngựa 3 ngày liên tiếp. Sự kiện này có nguồn gốc từ một bài kiểm tra kỵ binh toàn diện đòi hỏi phải thành thạo một số loại kỹ thuật cưỡi. Cuộc thi có thể diễn ra dưới dạng một sự kiện một ngày (ODE), trong đó cả ba sự kiện được hoàn thành trong một ngày.

## Trường phái
Hiện nay, Mã Thuật còn được chia làm hai trường phái chính: “Mã Thuật Anh” (cưỡi ngựa phong cách Anh- English riding) xuất phát tại Châu Âu từ những quý tộc Anh và trường phái “Mã Thuật miền Tây” (cưỡi ngựa kiểu miền Tây- Western riding) được khởi nguồn từ việc sử dụng ngựa trong ngành chăn nuôi của những tay cao bồi (Cowboy hay Gaucho) ở lục địa châu Mỹ. Tuy giữa hai trường phái “Mã Thuật British” và “Mã Thuật kiểu miền Tây” có nhiều điểm dị biệt về hình thức và nghệ thuật điều khiển cương ngựa nhưng lại có điểm tương đồng duy nhất là luôn trân quý ngựa. 

### Phong cách Anh

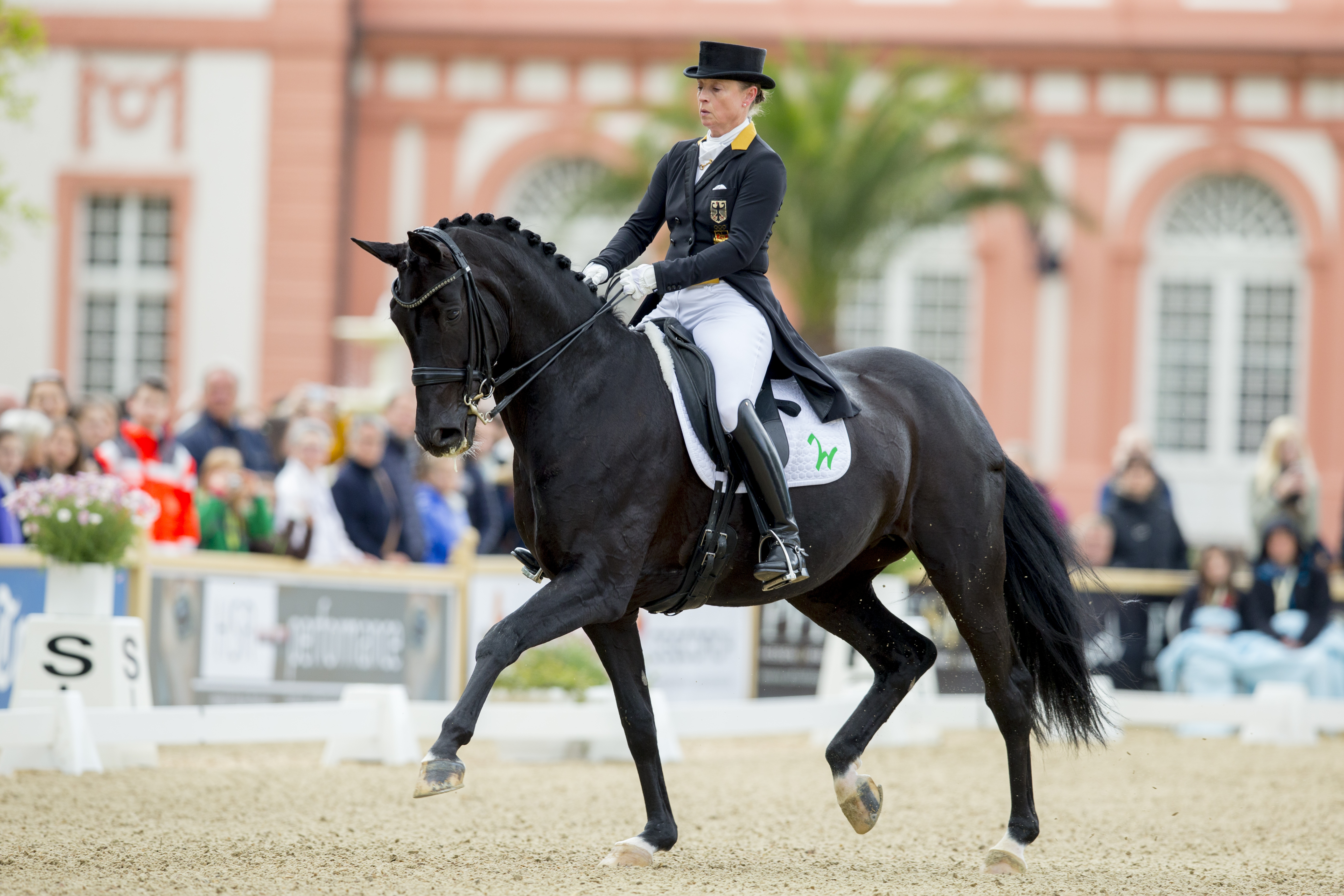
Cưỡi ngựa theo phong cách Anh với vẻ đặc trưng về sự thanh lịch, quý phái, tao nhã, sang trọng, tinh tế, lịch thiệp

Về đặc điểm, trường phái “Mã Thuật phong cách Anh” (English riding) phản ảnh những cung cách sinh hoạt của giới quý tộc châu Âu qua những động tác điều khiển ngựa rất chính xác, trông nhẹ nhàng khoan thai nhưng rất nghiêm trang và ngoạn mục, tinh tế và quý phái. Để biểu lộ tinh thần tôn trọng lễ nghi, phép tắc xã giao và tỏ ra lịch sự, phong độ, các tuyển thủ Mã Thuật phong cách Anh luôn chú trọng tư thế ngồi vững thẳng lưng, khuôn mặt nghiêm nghị, trầm tĩnh, cầm cương hai tay để điều khiển ngựa bằng những động tác chi tiết, nhỏ nhặt tinh tế ở từng bước đi, thế đứng.
Trong kỹ thuật điều khiển ngựa của Mã Thuật phong cách Anh cũng sử dụng hình thức nắm dây cương một tay qua bộ môn “cưỡi ngựa tranh cầu” (Polo) hay còn gọi là Mã cầu hoặc những nghi thức diễn hành của các đội kỵ binh, đây là sự kết hợp khá điển hình vì những kỹ thuật này cũng thịnh hành ở phương Tây. Trong lĩnh vực của bộ môn “Cưỡi Ngựa Nghệ Thuật” và “Mã Thuật Tổng Hợp”, các tuyển thủ thường có khuynh hướng ngã người về phía trước theo tư thế kỵ mã cơ bản được sáng chế từ trường Kỵ binh Caprili của Ý từ khoảng đầu thế kỷ XX.
Đồng thời, ngay cả khi xuất hiện tại những nơi công cộng, các tuyển thủ Mã Thuật phong cách Anh đều bận lễ phục rất chỉnh tề. Phái nam thường mặc đồng phục dạ hội (Evening dress), đầu đội mũ nỉ (Bowler hat) hoặc mặc quân phục thường gắn cầu vai. Phái nữ cũng bận áo dạ vũ hay đầm dài (Long dress) trên ngực có gắn các loại hoa và đội mũ rộng vành. Khi tranh tài các bộ môn cưỡi ngựa vượt qua chướng ngại vật, các tuyển thủ Mã Thuật Phong cách Anh mặc áo đuôi tôm (Tuxedo), quần trắng bó sát, mang giày cao cổ và đội mũ an toàn. Trong khi đó, ở bộ môn Cưỡi ngựa nghệ thuật thì mặc áo đuôi tôm hoặc y phục dạ hội, quần trắng bó sát, mang giày cao cổ và đội mũ nỉ có vành nhô ra phía trước.
Áo đuôi tôm có hai loại gồm màu đỏ và màu đen nhưng thông thường các tuyển thủ đều dùng áo màu đen. Áo màu đỏ được xem là biểu tượng của người dẫn đầu đoàn đi săn chồn, cáo và tập quán này xuất phát từ trò tiêu khiển cưỡi ngựa đi săn của giới quý tộc Anh Quốc từ sau thế kỷ XVII, săn cáo là một hình thức giải trí được ưa chuộng nhất và luôn có một kỵ mã mặc áo đỏ hướng dẫn đoàn săn bắn đi sau để dễ nhìn theo vì màu sắc nổi bật. Trang phục, phục sức được xem là yêu cầu khá cao và cầu kỳ trong các cuộc trình diễn theo phong cách kiểu Anh quốc chính hiệu.

### Kiểu miền Tây

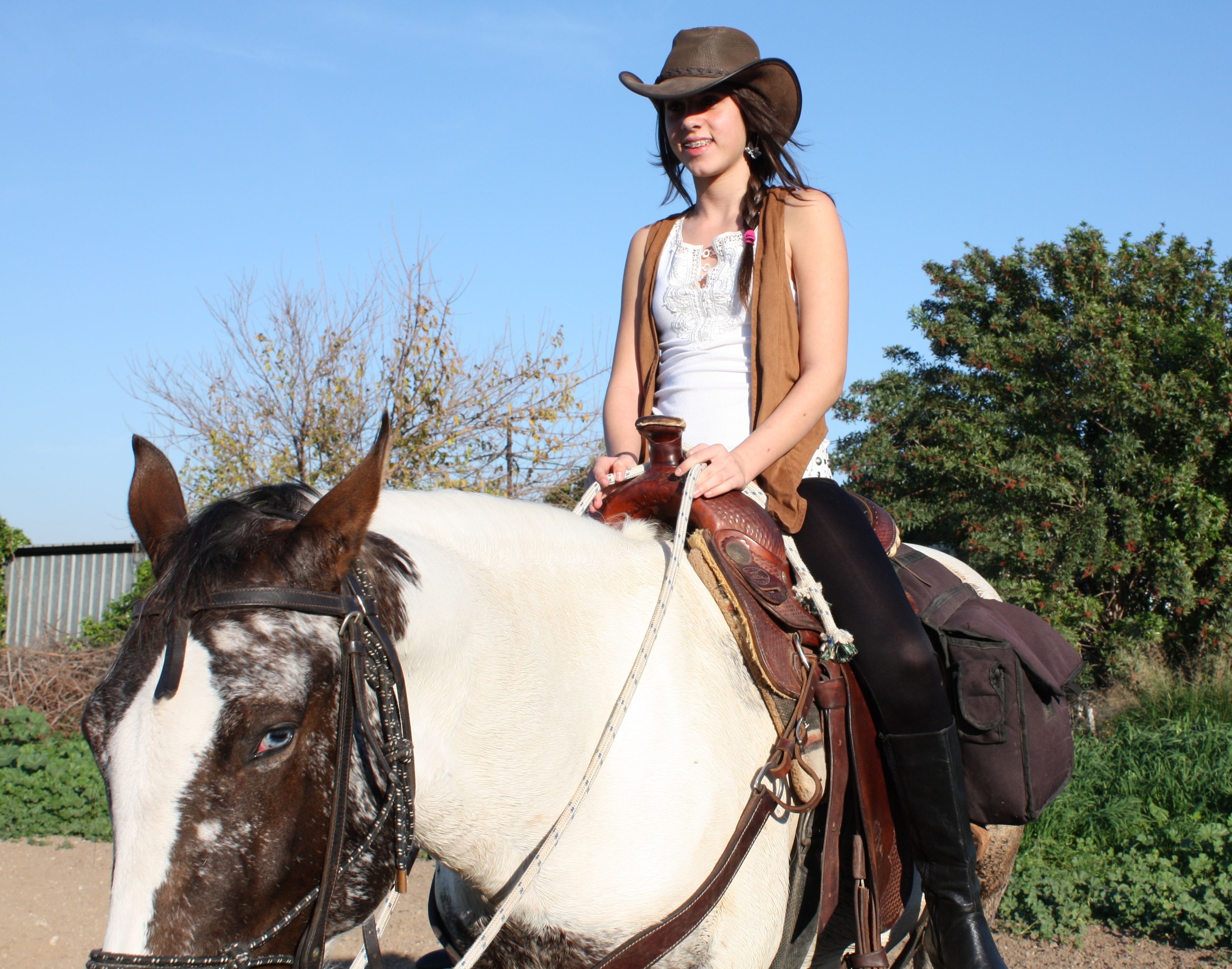
Trang phục cưỡi ngựa phong cách miền Tây kiểu cao bồi, Phong cách cưỡi ngựa kiểu miền Tây (Western riding) thể hiện sự phóng khoáng, mạo hiểm so với cưỡi ngựa phong cách Anh mang tính kiểu cách

Mã Thuật kiểu miền Tây hay Phong cách cưỡi ngựa kiểu miền Tây (Western riding) là những kỹ thuật điều khiển ngựa đường dài được phát sinh từ giới chăn bò (cao bồi) trong thời kỳ khai hoang vùng tân lục địa châu Mỹ (gọi là Gaucho) qua hình thức canh tác, trồng trọt và chăn nuôi. Mã Thuật kiểu Miền Tây là những kỹ thuật phát sinh từ công việc và sinh hoạt của cao bồi. Y phục của các tuyển thủ Mã Thuật miền Tây cũng mang kiểu mẫu của giới cao bồi miền viễn Tây như mũ phớt cao bồi, quần bò (quần Jean), áo sơ mi trắng, áo ghi-lê (gillet), cổ quấn khăn, trang phục của các nài ngựa trong phong cách này khá bụi bặm và táo bạo.
Để duy trì thể lực trong một thời gian dài ngồi trên lưng ngựa, trường phái Mã Thuật miền Tây sử dụng loại yên ngựa cứng có đồ chận phía trước hạ bộ và cũng không cột chặt dây cương để đầu ngựa có thể cử động tự do thoải mái nhằm dễ dàng tạo thế thăng bằng cho kỵ mã và có thể phối hợp xử lý các tình huống khó. Đây là điểm cơ bản của Mã Thuật kiểu miền Tây khác biệt hẳn trường phái Mã Thuật kiểu Anh qua đặc tính không tạo áp lực trực tiếp vào miệng ngựa từ dây cương mà chỉ điều khiển ngựa bằng cách dùng dây cương chạm vào cổ ngựa.
Các bộ môn tranh tài của “Mã Thuật miền Tây” gồm có: 
- Western Horseman Ship: Mã thuật miền Tây kiểu cổ điển là việc kết hợp trình diễn cưỡi ngựa kiểu miền Tây cổ điển đúng chất cao bồi
- Reining: Cưỡi ngựa vòng tròn và thắng gấp ở các điểm dừng để tính điểm, nội dung này khó hơn nội dung đầu tiên
- Barrel racing: Đua ngựa khúc cua vòng số 8 kết hợp với nhảy vượt xà, vượt chướng ngại vật
- Cutting: Cưỡi ngựa đâm phóng hoặc giật một đối tượng gì đó, chẳng hạn như trò giật cổ ngỗng (pulling), biến thể có nó là cưỡi ngựa quăng thòng lọng.
- Ngoài ra, còn có bộ môn Rodeo (cưỡi ngựa chứng, bò dữ): Tuy cũng ứng dụng các kỹ thuật tương cận nhưng không được xếp vào danh sách thi đấu của Mã Thuật miền Tây.

Thêm một đặc tính thường thấy trong trường phái Mã Thuật miền Tây là kỹ thuật nắm dây cương một tay. Động tác này phát xuất từ thói quen thuận tay của những cao bồi trong quá trình làm việc, yêu cầu công việc đòi hỏi họ phải dùng một tay để làm các công việc khác. Tuy trông qua hình thức rất đơn giản nhưng trên thực tế lại đòi hỏi sự tập luyện công phu mới đạt đến trình độ điều khiển ngựa bằng một tay cầm dây cương. Do đó, ngoài những môn tranh tài ở đẳng cấp cao quy định cầm cương ngựa một tay, còn lại trên căn bản các bộ môn thi đấu khác của Mã Thuật miền Tây đều sử dụng hai tay nắm dây cương.

## Phong cách

### Hiệp sĩ châu Âu

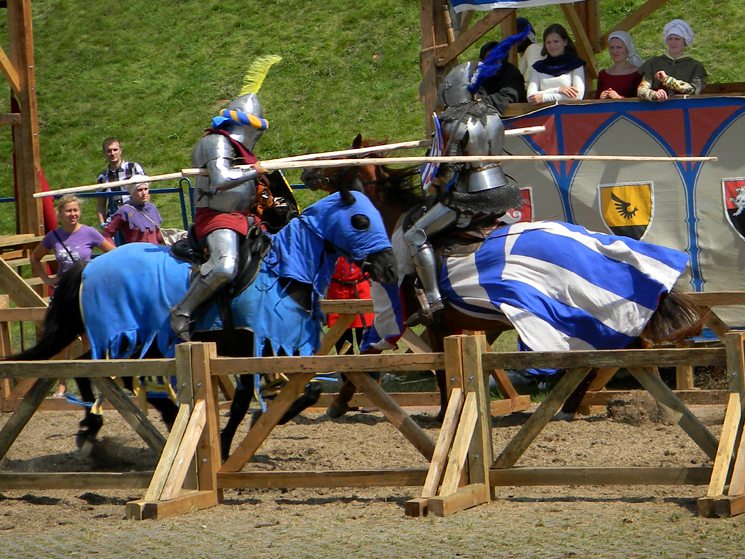
Tái hiện cảnh hiệp sĩ thời Trung Cổ đấu thương

Dù là đánh nhau, đi săn hay đi lại, hiệp sĩ cũng ngồi trên lưng ngựa phần lớn thời gian. Khi còn là tiểu đồng hay cận vệ, anh ta đã được dạy làm thế nào để cưỡi ngựa và chăm sóc ngựa của mình. Khi lớn lên, anh ta được học cách đánh nhau trên lưng ngựa, sử dụng kiếm và thương để có thể chiến đấu vì đức vua của mình và tham gia các cuộc đấu trên ngựa. Destrier là tên thường gọi của ngựa chiến là những con ngựa đực không thiến to khỏe, có thể đưa chủ của mình vào trận chiến một cách nhanh chóng. Những con ngựa chiến tốt nhất và đắt tiền nhất là những con ngựa có nguồn gốc ở phía nam châu Âu, đặc biệt là Ý và Tây Ban Nha.
Hiệp sĩ điều khiển ngựa của mình bằng cả tay lẫn chân. Chàng đặt chân lên bàn đạp và dùng chúng để ghìm ngựa. Điều này có nghĩa là tay của hiệp sĩ thoải mái nắm dây cương hoặc cầm kiếm hay thương. Dây cương da được nối với hàm thiếc đặt ở mõm ngựa. Bằng cách thay đổi độ căng của dây cương, hiệp sĩ có thể điều khiển con ngựa tăng tốc, chạy chậm lại hay rẽ ngoặt. Một người cưỡi ngựa giỏi sẽ chỉ dùng đinh thúc ngựa đúng lúc như khi giục ngựa của mình tăng tốc thật nhanh. Dù vậy, cú thúc mạnh từ một đầu nhọn dài bằng kim loại của đinh thúc ngựa bình thường làm con ngựa bị đau. Đinh thúc ngựa có bánh xe nhỏ ở đầu, với các đầu nhọn ngắn hơn xếp thành các vòng tròn, gây ít tổn hại hơn.

### Kỵ mã Nhật Bản

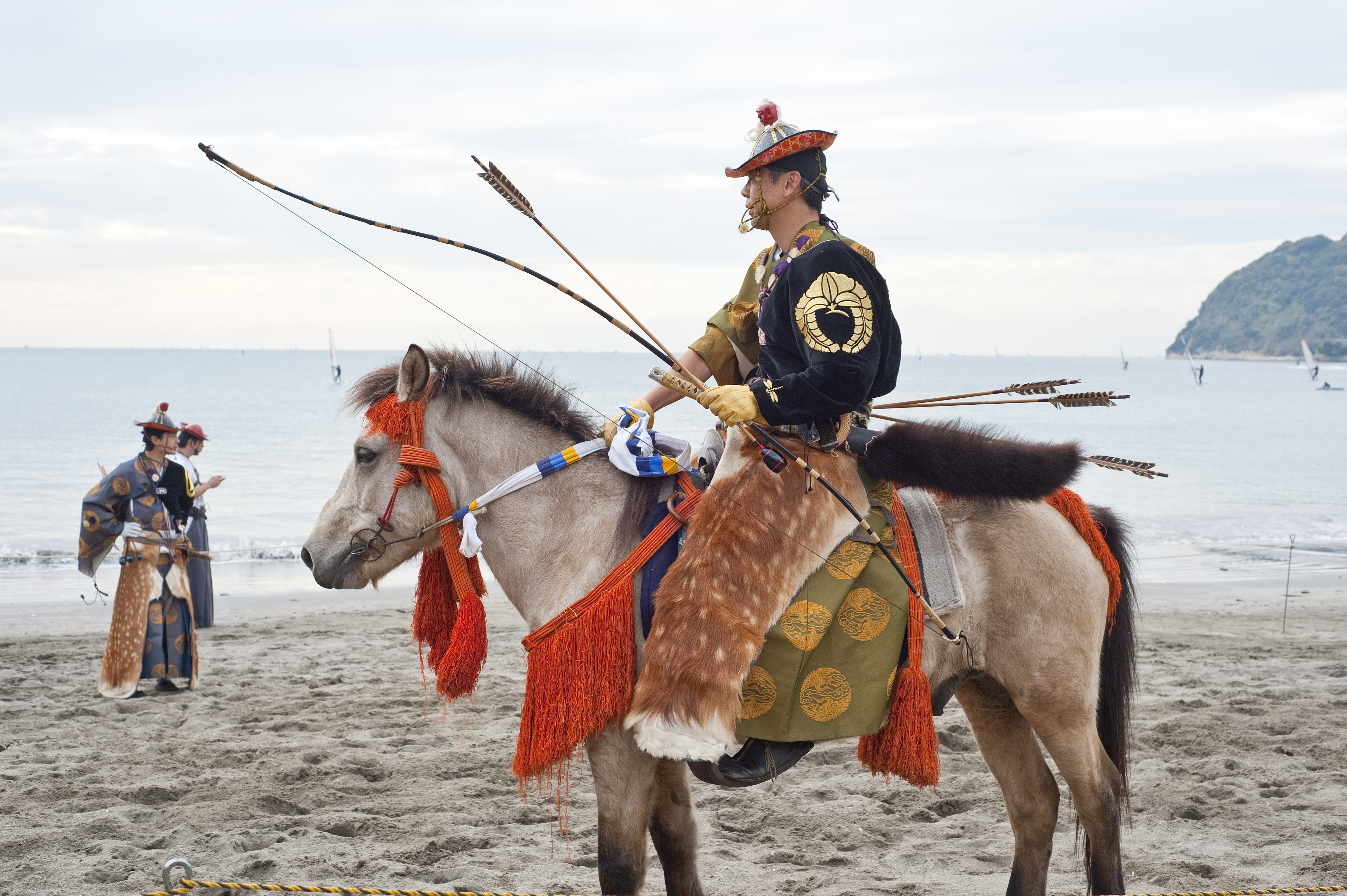
Một võ sĩ Cung Mã đạo- Yabusame

Tại Nhật Bản, từ thời Trung Cổ, nghệ thuật cưỡi ngựa là một hình thức võ nghệ đi đôi với thuật bắn cung nên được gọi chung là “Cung Mã Đạo” (“Yabusame”), vốn là một trong Thập bát ban võ nghệ của xứ Nhật Bản. Bắt đấu từ thời kỳ Bình-Nguyên nhưng, từ sau thời đại Giang Hộ-Edo (1603 -1867) môn nghệ thuật cưỡi ngựa cổ truyền của Nhật Bản không còn được ưa chuộng như xưa vì xã hội Nhật Bản đã trải qua một thời kỳ thanh bình lâu dài nên võ nghệ không còn được trọng dụng bằng các hoạt động mang tính cách kinh tế hoặc chính trị, đặc biệt là việc áp dụng súng hỏa mai vào chiến tranh.
Hiện nay, Cung Mã Đạo là một nghi lễ nghệ thuật Thần Đạo, người kị sĩ sẽ cưỡi ngựa và bắn tên vào bia ở xa. Đây là môn thể thao bắt nguồn từ những bài huấn luyện cho Samurai vào thời kì chiến tranh. Ngoài ra, Yabusame cũng có liên quan mật thiết đến Thần đạo (Shinto) nên thường hay được diễn ra tại đền thần. Cung thủ ngồi trên con ngựa bắn cung thi đấu là một nghi lễ truyền thống trong lễ hội của Nhật Bản, ngồi trên ngựa phải hạ gục cả 3 mũi tên vào 3 mục tiêu bằng gỗ. Phong cách bắn cung và truyền thống cưỡi ngựa bắn cung này của đất nước Nhật Bản có nguồn gốc của nó vào đầu của thời kỳ Kamakura, trong đó, Minamoto no Yoshitsune (Nguyên Cửu Lang Nghĩa Kinh) được biết đến là kỵ mã huyền thoại với điển tích cưỡi ngựa lao xuống từ núi để tập kích doanh trại đối phương. 

### Ở Trung Á

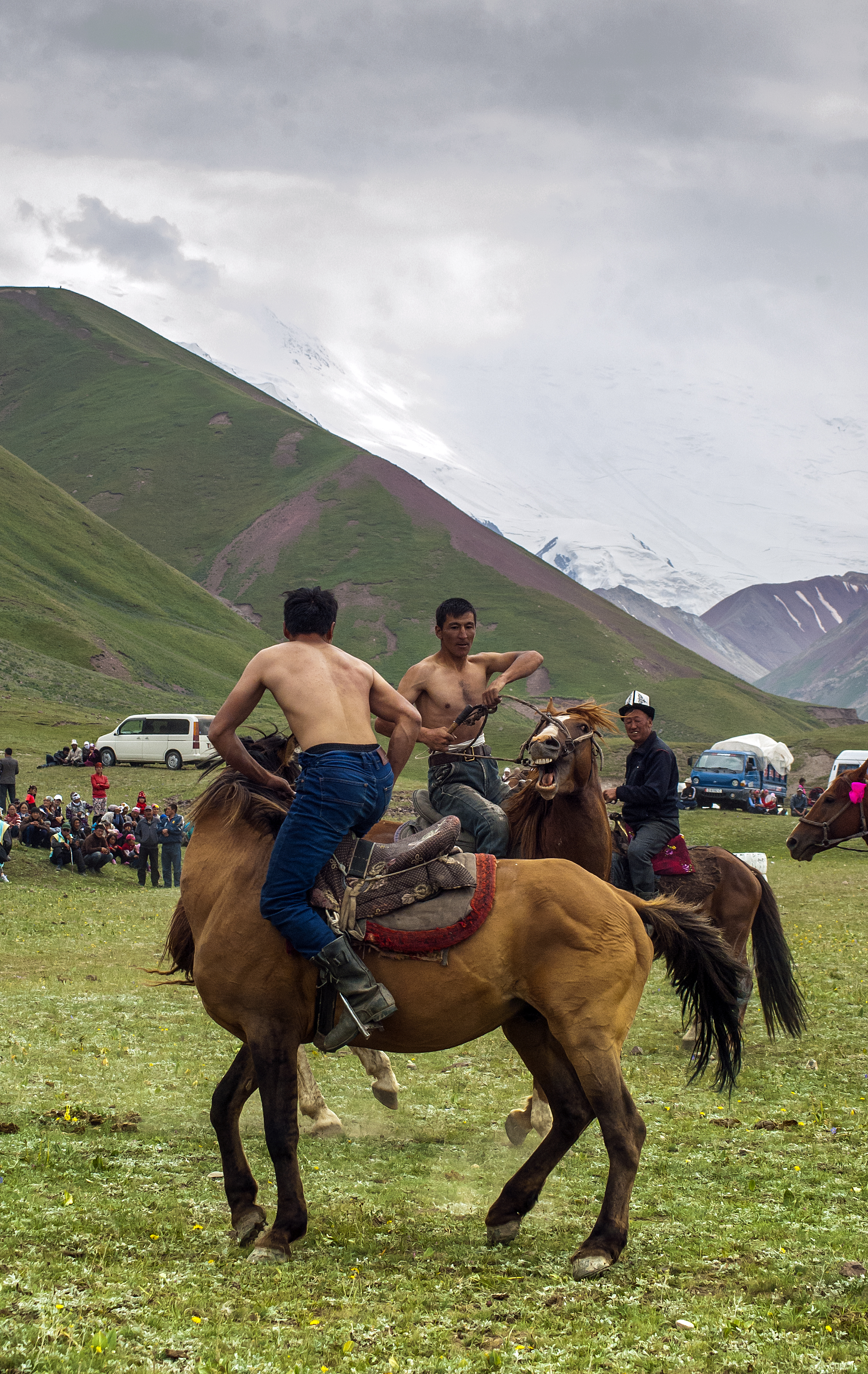
Tập luyện đấu vật trên lưng ngựa ở Kyrgyzstan

Các môn thể thao truyền thống quốc gia phản ánh tầm quan trọng của hành động cưỡi ngựa trong văn hoá Kyrgyz. Rất phổ thông, như tại tất cả các quốc gia Trung Á khác, là Kok Boru (có nghĩa "sói xanh"), một môn thể thao đồng đội giống như polo và rugby trên lưng ngựa, theo đó hai đội tìm cách mang xác một con dê không đầu vượt qua vạch gôn đội đối thủ, hay theo kiểu thường được chơi ngày nay, vào trong gôn đội đối thủ, một chiếc bình lớn hay một vòng đánh dấu trên mặt đất. Trong trận đấu các đấu thủ tìm cách giật xác dê từ tay đối thủ.
Các môn thể thao phổ thông trên lưng ngựa khác gồm Tyiyn hay Tenghe Enish (nhặt một đồng xu trên mặt đất trong khi đang phi ngựa), Kyz Kuumai (đuổi một cô gái để thắng một cái hôn của cô ta, khi cô đang phi ngựa chạy và có thể đánh kẻ đuổi theo bằng chiếc roi da của mình), Oodarysh (vật trên lưng ngựa), những cuộc đua ngựa đường trường trên 15, 20 hay thậm chí 50 và 100 km, và các môn thể thao truyền thống khác ở các vùng miền có liên quan đến việc cưỡi ngựa.
Ở Trung Á còn có môn thể thao Chovgan hay cưỡi ngựa chơi bóng được chơi ở Azerbaijan, Iran, Tajikistan và Uzbekistan trong đó, là môn thể thao ăn sâu vào đời sống người dân trên đất nước Azerbaijan. Trò chơi này được xem là tiền thân của môn Mã cầu (polo). Gốc gác của nó có thể từ giữa thiên niên kỷ đầu tiên và đến nay cũng không có nhiều thay đổi. Dù hầu hết những nguyên tắc chơi cơ bản vẫn giống như môn polo ở những nơi khác, nhưng ở đây người chơi không bao giờ mang mũ bảo hiểm hay yên cương. Vì thế Chovgan là trò chơi của kỹ năng nhưng trên hết đó là lòng dũng cảm. Người chơi cưỡi những con ngựa Karabakh nổi tiếng với tốc độ và sức bền hiếm có.
Ở Azerbaijan, trò chơi diễn ra trên đồng cỏ, trong điệu nhạc dân gian gọi là Janghi, với hai đội chơi trên lưng ngựa, mỗi đội có năm người. Người chơi và người tập luyện đều là những nông dân khỏe mạnh và cưỡi ngựa giỏi. Họ đội chiếc mũ khan, áo choàng dài ôm người với eo cao và quần, tất và giày đặc biệt. Trận đấu bắt đầu ở trung tâm cánh đồng và người chơi dùng một cái vồ gỗ để đưa quả bóng gỗ hoặc da nhỏ vào gôn của đối phương. Trò chơi nhắc nhớ về gốc gác nền văn hóa du mục gắn với nhận thức về ngựa như một phần không thể thiếu trong cuộc sống hằng ngày. Những luật lệ, kỹ năng và kỹ thuật của trò chơi được truyền từ người chơi giàu kinh nghiệm tới những người mới qua huấn luyện tập thể.

## Mã thuật Mông Cổ
Người Mông Cổ từ xa xư vốn nổi tiếng về tài cưỡi ngựa-bắn cung, trong lịch sử, vó ngựa và cánh cung của họ từng là bá chủ thế giới, tài cưỡi ngựa điêu luyện của kỵ binh Mông Cổ từng là vô địch thiên hạ. Ngựa Mông Cổ gắn liền với sự kiện quan trọng trong lịch sử thế giới đó là sự hình thành và bành trướng của Đế chế Mông Cổ trên toàn thế giới thời đó và được biết đến là một trong những đế chế vĩ đại nhất trong lịch sử loài người. Thuật ngữ vó ngựa Mông Cổ gây khiếp đảm cho những giống dân bản xứ nhất là ở châu Âu với câu nói “Vó ngựa Mông Cổ đến đâu thì ở đó cỏ không mọc được”. Ngựa Mông Cổ được huấn luyện để dùng cho việc săn bắn, vận chuyển và đặc biệt là dùng trong chiến tranh. 

### Văn hóa ngựa

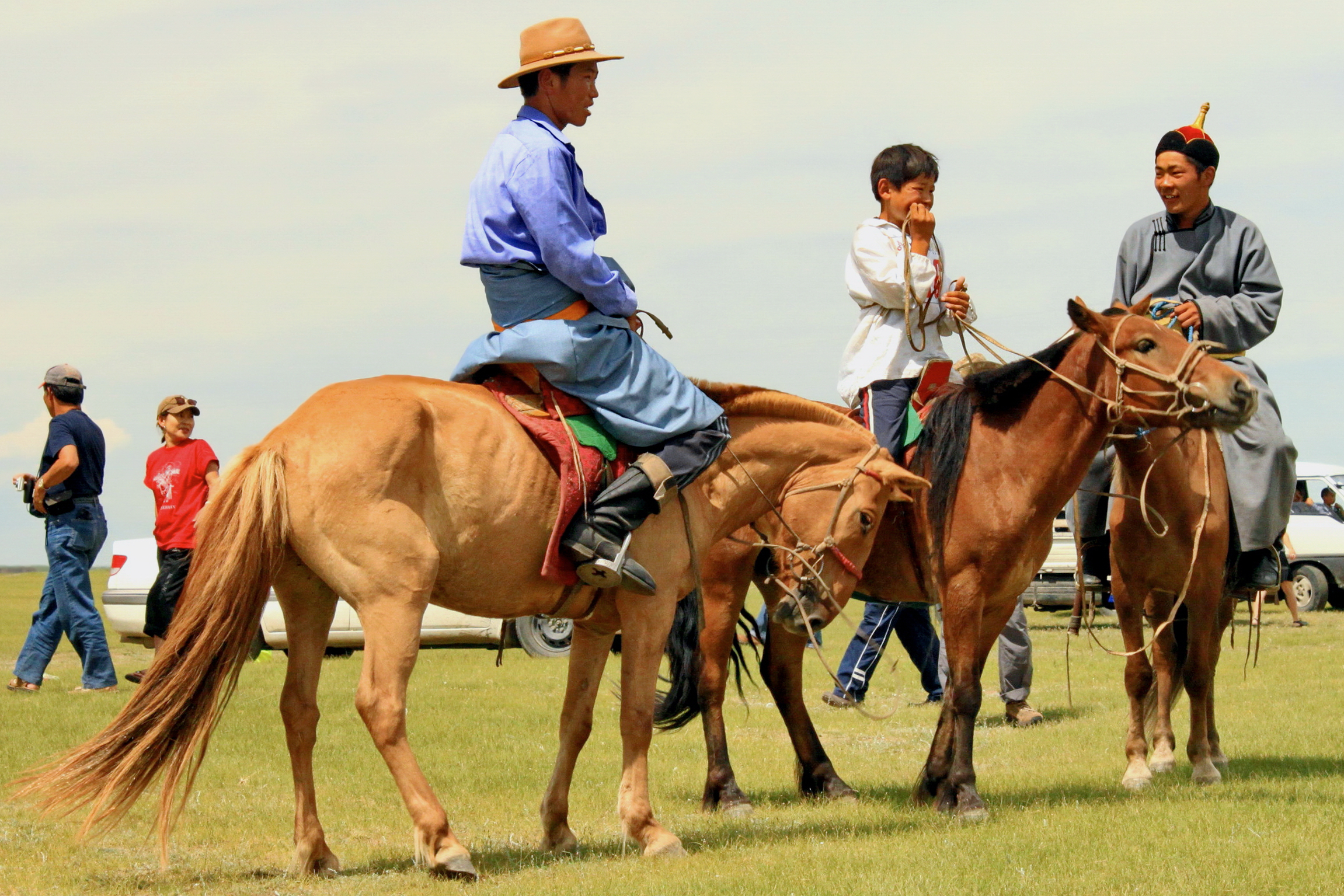
Trẻ em cưỡi ngựa ở Mông Cổ

Ở Mông Cổ, người ta vẫn còn duy trì nét văn hóa cưỡi ngựa, bắn cung và điều khiển đại bàng. Mông Cổ là đất nước mà ngựa là trung tâm trong cuộc sống hàng ngày. Trẻ em Mông Cổ học cưỡi ngựa ngay khi biết đi và cho đến nay, người Mông Cổ vẫn đứng đầu thế giới về khả năng cưỡi ngựa. Đua ngựa ở Mông Cổ hiện là nghệ thuật dân gian thu hút sự quan tâm không những của người nước này mà còn hàng nghìn khách du lịch quốc tế qua Lễ hội Naadam hàng năm. Người cầm cương là các cô bé, cậu bé 5-12 tuổi. Có 6 nội dung đua, tùy thuộc vào độ tuổi của ngựa, từ 1 (Daaga)-5 tuổi (Ih Nas). Mỗi lần đua có gần 500 con ngựa, thậm chí có lần 1.000 con cùng đua.
Các trẻ em sống trên vùng thảo nguyên vào khoảng 14-15 tuổi sẽ được những người đàn ông lớn tuổi hơn trong gia đình truyền lại cách điều khiển ngựa và tập cách bắn cung, những trẻ em Mông Cổ được cho cưỡi ngụa từ tấm bé. Trẻ con Mông Cổ học cưỡi ngựa từ năm 3 tuổi, gần như cùng thời điểm với lúc chúng tập đi chập chững những bước đầu tiên, trẻ em thường xuyên tham gia vào các cuộc đua ngựa. Khi lên ba, một đứa trẻ đã được mẹ dạy cưỡi ngựa bằng cách buộc nó lên lưng ngựa. Độ một năm sau, nó có được chiếc cung tên đầu tiên. Nó có thể đi liên tiếp mười ngày không một bữa ăn, chỉ sống bằng sữa khô hay sữa lên men cùng với thịt bò hay thịt cừu. Nếu cần nó có thể rạch một mạch máu ngay trên cổ con ngựa đang cưỡi để hút máu. 

### Kỹ thuật cưỡi

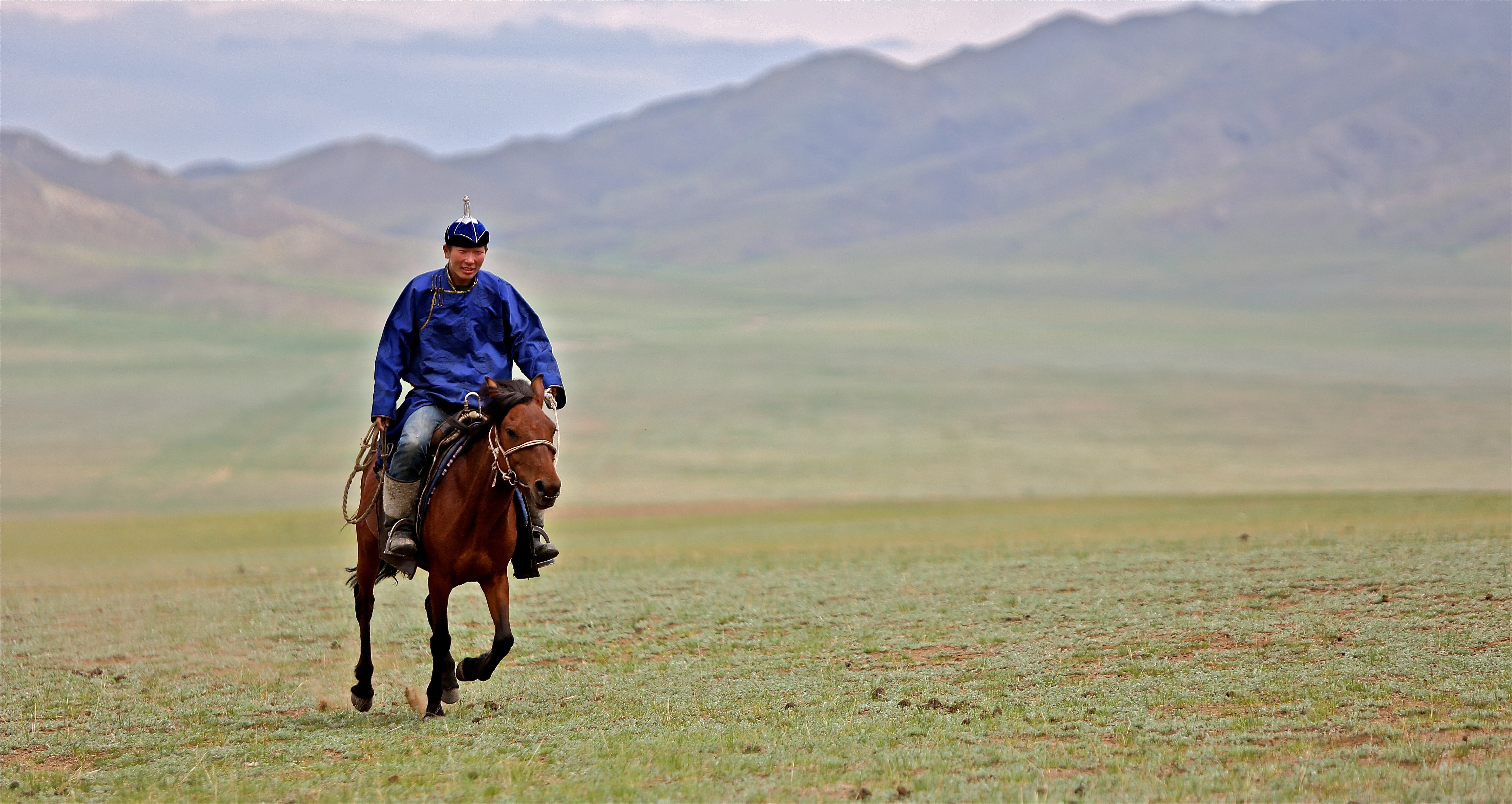
Một kỵ mã Mông Cổ đang cưỡi ngựa trên thảo nguyên bao la

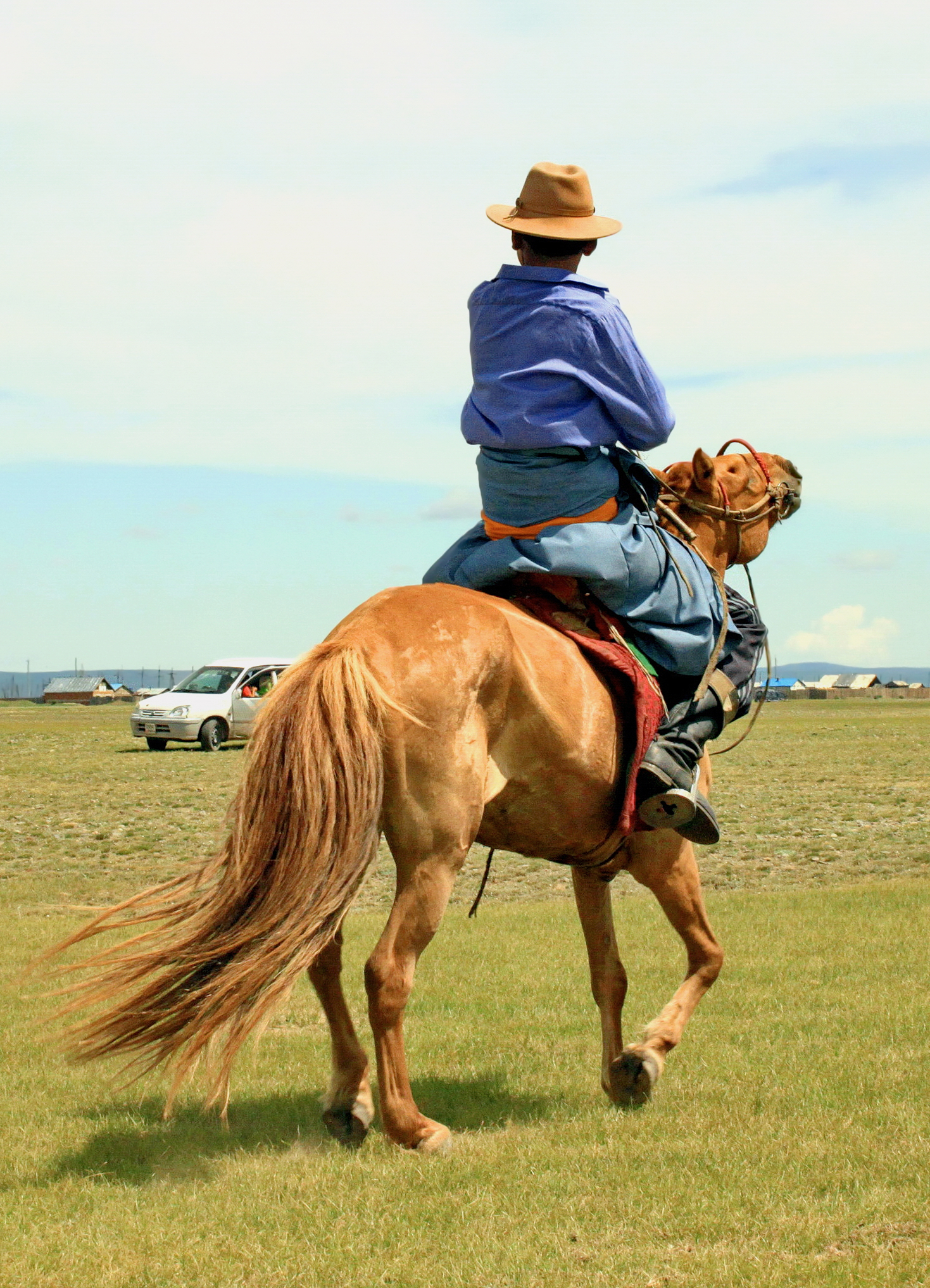
Trẻ em Mông Cổ cưỡi ngựa điêu luyện

Người Mông Cổ sở hữu phong cách cưỡi ngựa cũng không giống người phương Tây. Họ cầm cương chỉ bằng một tay và bàn đạp yên ngựa ngắn hơn, một số kỹ thuật, chiến thuật huấn luyện hay cưỡi ngựa cũng rất khác. Trong lịch sử, người Mông Cổ cưỡi ngựa thì họ phi ngựa như bay không cần cầm cương, hai tay đều rảnh để cầm vũ khí. Khi ngựa đang phi họ có thể nhảy xuống đất chạy theo, rồi nhảy trở lại lên lưng như trò xiếc, họ còn có thể cỡi suốt 15 giờ liền, mỗi ngày đi được khoảng 75 cây số.
Ngựa đua được huấn luyện với phương pháp đặc biệt, truyền từ đời này sang đời khác. Mỗi nhóm ở mỗi địa phương có bí quyết huấn luyện ngựa riêng. Khác với các nước phương Tây, người Mông Cổ cầm dây cương ngựa bằng một tay, và dùng những bàn đạp nhỏ hơn, họ có thể nhoài người, rạp người, khom người, rướn người, xoay người, ngã người khi đang cưỡi ngựa một cách điêu luyện và thuần thục. Bằng cách dành nhiều thời gian chăm chỉ luyện tập, người Mông Cổ có khả năng cưỡi ngựa điệu nghệ và chiến đấu ngay trên lưng ngựa.
Họ có thể giữ cân bằng rất tốt mà không cần phải dùng đến tay ngay cả khi con ngựa xoay chuyển hay người cưỡi dịch chuyển để tấn công kẻ địch. Chính vì vậy, những kỵ binh Mông Cổ có thể dùng tay để bắn tên theo bất kỳ hướng nào ngay trên lưng ngựa với độ chính xác rất cao. Họ có thể nhoài người bắn tên về phía trước, ôm ngựa để nhặt đồng xu, kỹ thuật điêu luyện, thuần thục. Bên cạnh đó thì kỹ năng bắn cung của những chiến binh ở đây cũng chính xác, họ hoàn toàn có thể nhắm trúng mục tiêu khi đang phi ngựa, nổi bật là tiết mục “Hồi mã cung” (xoay người bắn ngược) được xem là đặc sản của các chiến sĩ Mông Cổ.
Ngay cả khi xoay ngựa rời đi, kỵ binh Mông Cổ cũng có thể dễ dàng bắn tên về phía quân địch, cung thủ Mông Cổ có thể bắn được nhiều mục tiêu cùng một lúc ngay trên lưng ngựa ở khoảng cách xa, họ được rèn luyện để có thể bắn tên theo bất kỳ hướng nào, ngay cả sau lưng. Các nhà sử học tin rằng sức mạnh của đại quân Mông Cổ là bắt nguồn từ một phát minh, cải tiến kỹ thuật quân sự hết sức đơn giản, đó chính là chiếc bàn đạp yên ngựa, vật dụng nhỏ bé này lại mang lại lợi ích rất lớn cho bất kỳ chiến binh, kỵ binh nào sử dụng chúng giúp ổn định trọng tâm, có điểm tựa để giữ thăng bằng. Do đó, những binh lính của Mông Cổ có thể dễ dàng bắn cung ngay trên lưng ngựa với khả năng chính xác rất cao.
Một vị tướng của nhà Tống đã mô tả cách người Mông Cổ đứng trên bàn đạp yên ngựa, cụ thể là với phần lớn trọng lượng cơ thể được dồn vào bắp chân, trong khi chỉ dồn một phần nhỏ lực xuống bàn chân và mắt cá chân. Chiếc bàn đạp giúp những người lính Mông Cổ có thể ngồi thẳng, vững trọng tâm trên lưng ngựa ở cả trong các tình huống hỗn loạn nhất. Chúng được treo vào yên ngựa làm bằng gỗ, cao nổi lên ở phía trước và sau. Dù chỉ là những chiếc bàn đạp thô sơ nhất như cái có dạng vòng da thì cũng giúp ích nhiều cho các chiến binh có thể ngồi trên lưng ngựa vững chắc và chiến đấu trên quãng đường dài hơn.

### Chiếc bàn đạp

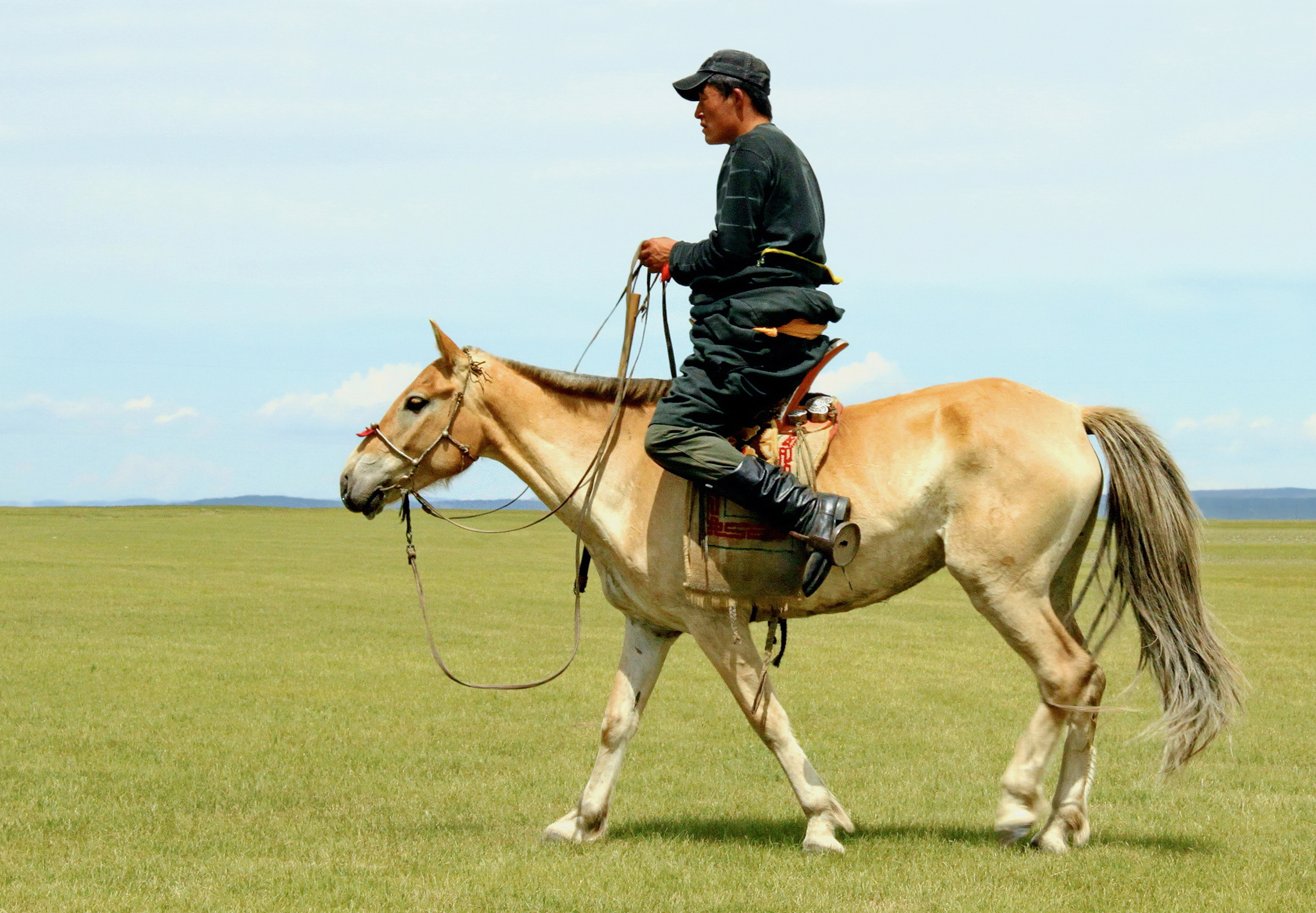
Một kỵ mã điều khiển ngựa với chiếc bàn đạp kiểu Mông Cổ

Minh chứng là thành công trong quân sự của các chiến binh Cossack, người Goth và người Hung xưa kia có được là nhờ một phần không nhỏ của việc sử dụng các bàn đạp làm bằng da khi cưỡi ngựa. Một số người còn tin rằng chiếc bàn đạp yên ngựa thậm chí còn làm thay đổi cán cân quyền lực ở khu vực châu Âu, với sự thay đổi từ bộ binh sang kỵ binh. Tuy nhiên, bước đột phá của bàn đạp yên ngựa phải kể tới người Mông Cổ. Họ đã giúp vật dụng có phần bé nhỏ này phát triển lên một tầm cao mới với việc giúp khả năng cưỡi ngựa hữu ích.
Vó ngựa Mông Cổ uy mãnh cùng khả năng sử dụng cung tên tài tình đã giúp đội quân của Thành Cát Tư Hãn chinh phục tới một nửa thế giới, từ Trung Quốc tới Hungary, Ấn Độ tới nước Nga rộng lớn. Đây thực sự là một chiến tích phi thường mà hiếm có đế chế nào làm được trong lịch sử. Người Mông Cổ không chỉ sáng tạo ra những chiếc bàn đạp yên ngựa bằng da mà còn có cả những cái sử dụng vật liệu kim loại. Khả năng bắn tên chính xác của binh lính Mông Cổ cũng rất ấn tượng, họ có thể bắn chết kẻ địch đang cưỡi ngựa từ xa, những điều này có nguyên nhân một phần từ việc ổn định trọng tâm, thăng bằng trên lưng ngựa, bắt nguồn từ chiếc bàn đạp.
Chiếc bàn đạp yên ngựa giúp người Mông Cổ chiến đấu điệu nghệ và bắn tên chính xác ngay trên lưng ngựa, đây là một vật dụng tuyệt vời giúp người Mông Cổ có thể ngồi vững và linh hoạt trong chiến đấu. Bàn đạp rộng phải thoải mái nhưng cũng cần chắc chắn vì người Mông Cổ đã sử dụng vật liệu nhỏ này để cưỡi ngựa một cách hết sức điêu luyện, giúp ích rất nhiều trong quá trình chiến đấu và thực hiện các cuộc chinh phạt. Khả năng chiến đấu điệu nghệ trên lưng ngựa cùng chiến thuật độc đáo đã giúp đại quân của Thành Cát Tư Hãn trở thành nỗi ám ảnh trên các chiến trường Âu-Á. Khi mặt đối mặt với đối thủ, kỵ binh Mông Cổ phi ngựa chạy nhanh như gió tiến về phía trước và đồng thời bắn tên liên tục để tạo thế trận tấn công dữ dội và đáng sợ.

## Du nhập và phát triển

### Ở Trung Quốc
Các câu lạc bộ cưỡi ngựa đang bùng nổ tại Trung Quốc để đáp ứng nhu cầu theo đuổi môn thể thao quý tộc của giới thượng lưu nước này. Môn thể thao cưỡi ngựa đã phát triển nhanh chóng ở Trung Quốc trong vòng 5 đến 10 năm, đó là một sự thay đổi trong nhận thức. Số lượng người Trung Quốc tham gia những môn thể thao như cưỡi ngựa đang gia tăng khi sự phát triển của nền kinh tế lớn thứ hai thế giới mang lại cho người dân nguồn thu nhập khả dụng để theo đuổi các hoạt động giải trí. Ngày càng nhiều người Trung Quốc quan tâm tới cưỡi ngựa và các sự kiện về ngựa. Doanh số các mặt hàng xa xỉ gia tăng khắp châu Á phần nào là do sự nổi lên của thành phần trung lưu ở Trung Quốc. 

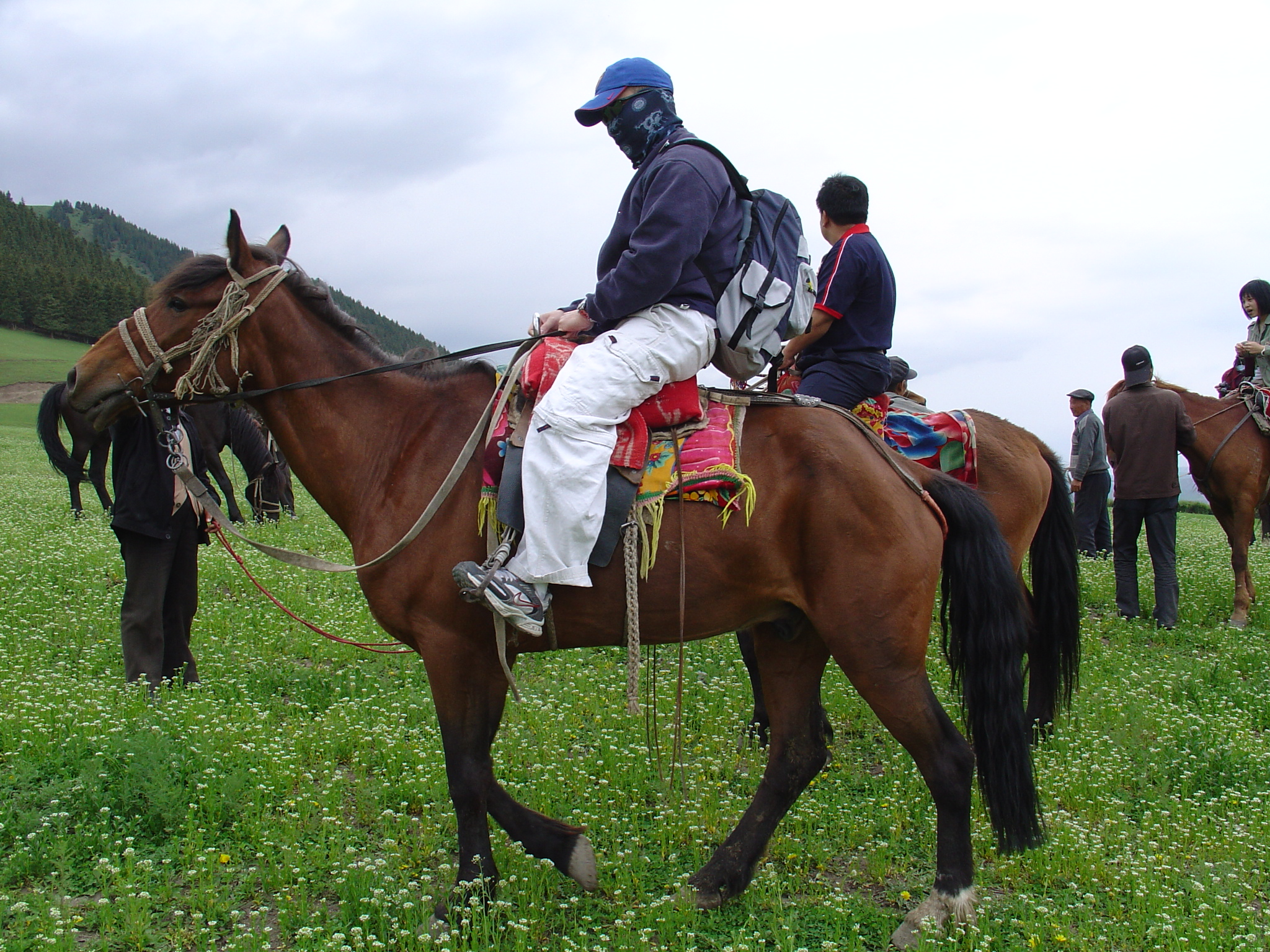
Một tua du lịch cưỡi ngựa ở Trung Quốc

Trong số những mặt hàng xa xỉ đặc biệt được một số người Trung Quốc giàu có ưa thích là làm chủ những con ngựa. Lối sống gắn kết với sở thích này đã trở thành một biểu tượng mới về địa vị xã hội giữa một nhóm nhỏ nhưng ngày càng tăng ở Hoa lục. Mao Trạch Đông, từng cấm môn đua ngựa và xem nó như một sở thích từ chế độ tư bản đáng hổ thẹn Hơn 60 năm sau, giờ đây các trường đua ngựa, các sân mã cầu và các câu lạc bộ đua ngựa đang mở cửa làm ăn ở các thành phố Trung Quốc. Số ngựa nhập từ nước ngoài tăng nhanh cùng với việc xây những cơ sở cho môn thể thao này và bán các dụng cụ, cùng với thiết bị cưỡi ngựa.
Hiện nay Trung Quốc có 300 câu lạc bộ đua ngựa và 25 trường đua. Các nhà phát triển dự án về ngựa với ngân khoản 2 tỷ đôla tại thành phố Thiên Tân có tên là Tianjin Equine Culture City, sẽ xây 4.000 chuồng ngựa, bệnh viện thú y cho ngựa tân tiến nhất, 150 văn phòng đào tạo, huấn luyện ngựa, trường đua và câu lạc bộ, và đại học về đua ngựa. Cơ sở này đang trong tiến trình xây dựng. Theo báo cáo thường niên của tạp chí Horsemanship, đã có 1.802 câu lạc bộ cưỡi ngựa ở Trung Quốc tính đến tháng 7 năm 2017, gấp đôi con số năm 2016. 

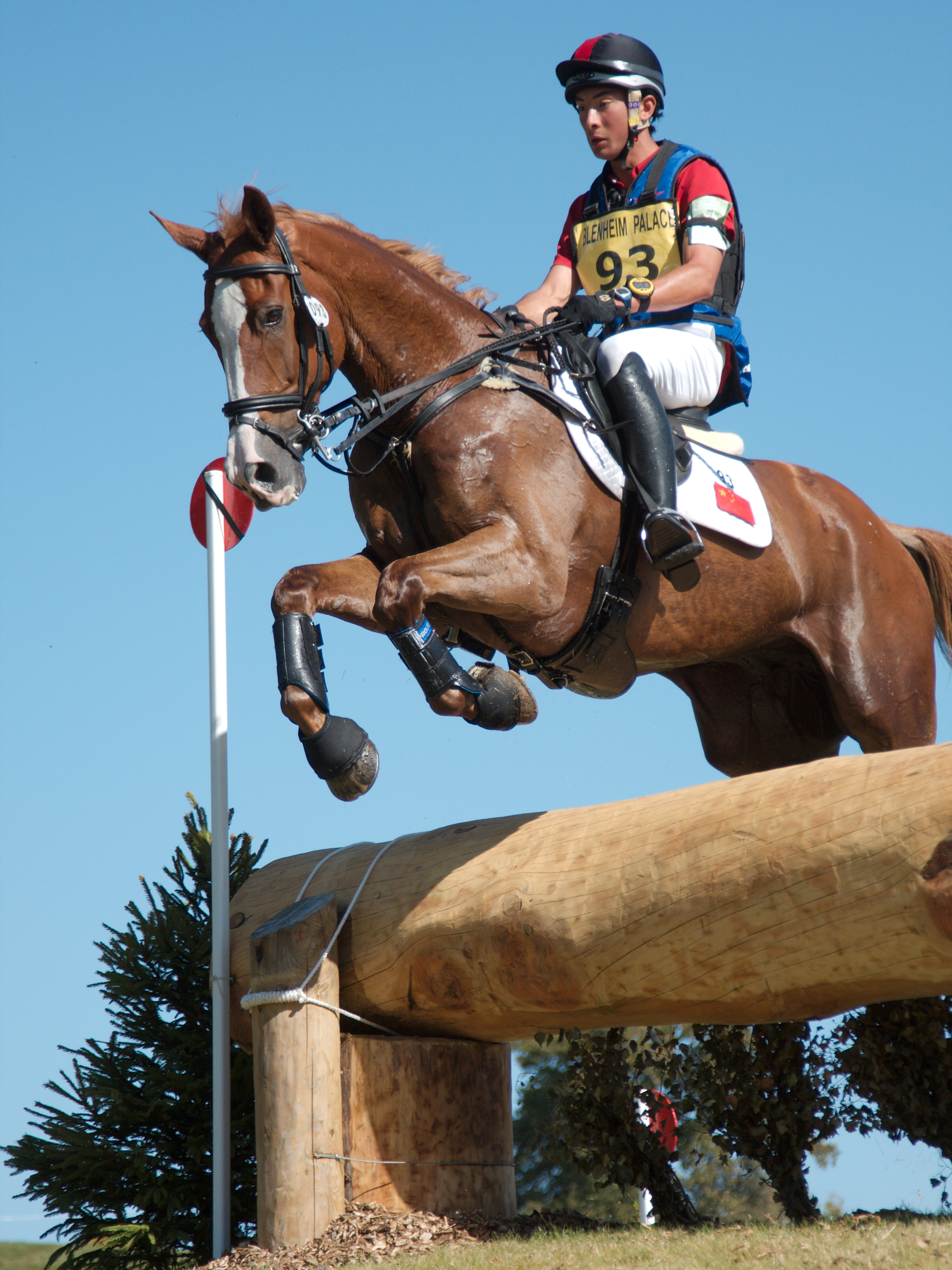
Thi đấu cưỡi ngựa ở Trung Quốc năm 2008

Theo tạp chí Horsemanship, phần lớn các câu lạc bộ tập trung ở miền Bắc và miền Đông Trung Quốc, đặc biệt là Bắc Kinh và Thượng Hải. Với việc chính phủ Trung Quốc tuyên bố vào năm 2014 rằng các môn thể thao cưỡi ngựa sẽ được ủng hộ mạnh, xu hướng này dường như sẽ còn tiếp tục. Thậm chí, Tổng thống Pháp Emmanuel Macron đã đến Trung Quốc mang theo món quà là con kỵ mã của lực lượng Cận vệ Pháp cho Chủ tịch Trung Quốc Tập Cận Bình.
Tạp chí Horsemanship cũng nhấn mạnh Trung Quốc còn thiếu đội ngũ chuyên gia, giảng viên và bác sĩ thú y phục vụ môn thể thao này. Trung Quốc đã chứng kiến sự gia tăng lớn lao trên thế giới về bộ môn cưỡi ngựa và thị trường về môn này nói chung, cũng như sở thích về ngựa và các môn thể thao có liên quan trong hơn 10 năm hay 5 năm qua, một cách mạnh mẽ, các cuộc thi đua mở rộng rất nhiều, mọi người có thể tham gia và chứng tỏ sự thiện nghệ của mình.
Các thương vụ về ngựa đã tăng nhiều, nhất là ngựa nhập từ nước ngoài. mặc dù có có sự say mê thực sự môn thể thao đua ngựa ở Trung Quốc, các thỏa thuận kinh doanh giữa người bán ở châu Âu và người mua ở Trung Quốc đã gây sứt mẻ lòng tin trên thị trường quốc tế, điển hình như người mua ở Trung Quốc cố mặc cả để mua, đến phút chót lại hủy bỏ thỏa thuận và hợp đồng thâm chí còn mất biệt tâm sau khi ngựa đang trên đường gửi đến Trung Quốc, và người bán đã trả hàng ngàn đôla cho thủ tục vận chuyển.
Nhiều ưa chuộng về những con ngựa Quarter của Mỹ, một loại ngựa chuyên đua ¼ dặm đến Trung Quốc, thị trường cho loại ngựa này đã gia tăng trong mấy năm, việc kinh doanh các giống ngựa yên đua (Saddlebred) và ngựa giống tiêu chuẩn (Standardbred), các giống đó có sự gia tăng đều đặn trong 3, 4 năm qua. Nhưng hướng chung là thị trường sẽ không mở rộng trừ phi có thêm sự huấn luyện và trợ giúp cho các câu lạc bộ và có thêm các cuộc đua từ đó có nhiều buổi trình bày về ngựa hơn, để mọi người thấy dễ tham gia, và là một điều vui thích chứ không hẵn là chỉ về tiền. Những người buôn ngựa nói rằng thị trường sẽ chỉ mở rộng khi thị hiếu về môn thể thao này gia tăng.
Câu lạc bộ County Down ở ngoại ô Thượng Hải là câu lạc bộ thành viên độc quyền đầu tiên ở Trung Quốc dành cho cưỡi ngựa và săn cáo. Câu lạc bộ lấy tên từ một quận ở Bắc Ireland. Ở đây, giày da cưỡi ngựa được xếp ngay ngắn trên thảm, bức ảnh những con chó săn đói khát trong cuộc săn cáo được treo trên tường, đài phun nước tỏa ra từ miệng những con ngựa đá. County Down có hàng chục con ngựa và đi đầu trong việc thúc đẩy các môn thể thao cưỡi ngựa ở Trung Quốc. Câu lạc bộ không chỉ là nơi giải trí mà còn để giao lưu. County Down có khoảng 80 thành viên với phí tham gia thường niên là 58.000 nhân dân tệ (8.400 USD). Một trong những lợi ích của câu lạc bộ là các thành viên có thể tận dụng để thúc đẩy lẫn nhau, tạo điều kiện để các thành viên giao lưu bên ngoài Trung Quốc như từng đưa các thành viên đi săn cáo với giới quý tộc châu Âu.
Sự kiện khác là việc thành lập Wonder Horse, nơi cung cấp các sản phẩm và dịch vụ liên quan đến ngựa tại Thượng Hải vì ngành công nghiệp này đang phát triển vì hai lý do chính là các bậc cha mẹ Trung Quốc coi cưỡi ngựa là môn học dành cho tầng lớp ưu tú. Nó sẽ giúp con cái họ nổi bật hơn trong xã hội Trung Quốc cạnh tranh cao. Đối với người lớn, việc tham gia môn thể thao cưỡi ngựa có thể giúp họ mở rộng sang các khía cạnh rộng lớn hơn như sở hữu, đầu tư, du lịch, giải trí và các hoạt động xã hội. Hơn cả một môn thể thao, đó là một trải nghiệm mới cho người Trung Quốc trong thời gian gần đây.
Thủy trấn Pegasus với các khách sạn, phòng trưng bày nghệ thuật, trung tâm mua sắm với những chiếc thuyền gondola kiểu Venice đều mang chủ đề ngựa. Ở đây còn có một câu lạc bộ cưỡi ngựa và Bảo tàng Văn hóa Ngựa. Thị trấn có hơn 400 con ngựa của hàng chục giống ngựa nhập khẩu từ khắp nơi trên thế giới. Các du khách xếp hàng dài để tham gia các chuyến đi bằng xe ngựa tại khu nghỉ mát ở Giang Tô, phía tây thành phố Thượng Hải. Mỗi tuần một lần, những con ngựa thuần chủng sẽ diễu hành và biểu diễn trước đám đông trong một đấu trường sang trọng được thiết kế theo phong cách Đế quốc Áo-Hung. Trong đó có tiết mục, các cô gái ngồi trên xe ngựa trắng, mặc áo choàng trắng và đội vương miện lấp lánh trông giống như khung cảnh trong đám cưới hoàng gia Anh.

### Việt Nam

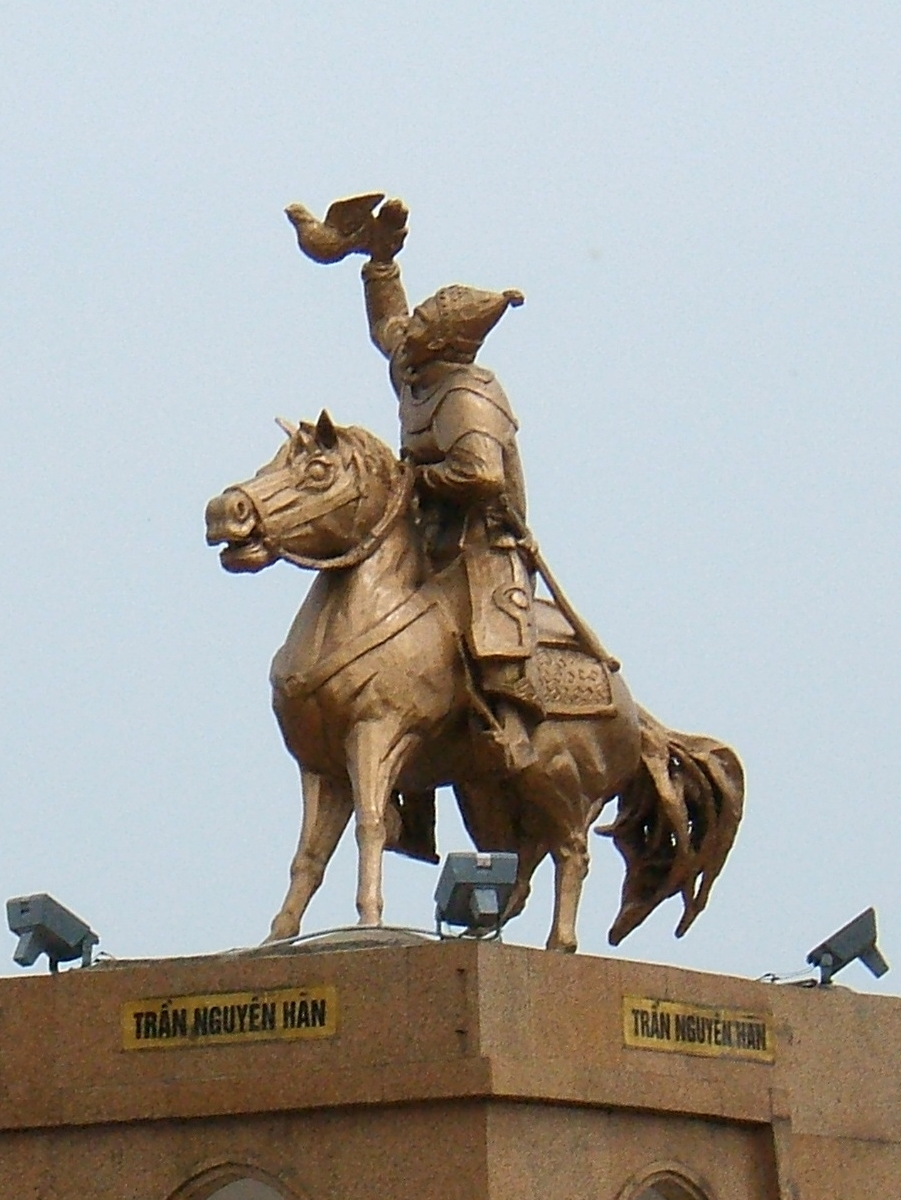
Bức tượng danh tướng Trần Nguyên Hãn cưỡi ngựa

Ở Việt Nam, đua ngựa theo kiểu truyền thống của các dân tộc là môn thể thao mạo hiểm, đòi hỏi các kỵ sĩ phải có sức khỏe, bản lĩnh và kỹ thuật điêu luyện, mỗi kỵ sĩ lại có một vài bí kíp khác nhau trước và trong vòng đua đầy gay cấn. Mỗi nài ngựa lại là một thợ đua ngựa qua những lớp đào tạo bài bản. Ở Bắc Hà (Lào Cai) từng là vùng đất của ngựa với những kỵ sĩ chuyên nghiệp, mỗi kỵ sĩ có những bí kíp để chiến thắng, trước kỳ thi khoảng vài tháng thì các kỵ sĩ đều phải chọn cho mình một con ngựa tốt. Tốt về mọi mặt, từ hình dáng, kích thước đến tốc độ và sự dẻo dai. Muốn ngựa được dẻo dai phải chăm sóc, vỗ béo để chúng có sức khỏe đối chọi với hàng trăm con tuấn mã khác.
Trong khi kỵ sĩ điều khiển tốc độ thì chính bản thân cũng phải có bản lĩnh, sự dũng cảm và luôn nghĩ về danh dự của bản thân, dòng họ và bản làng vì đại diện cho dòng họ đua với hàng trăm dòng họ khác, giành chiến thắng, tức là đem vinh quang về cho dòng tộc, ngày xưa ở Bắc Hà cũng có những giải đua ngựa thần tốc. Nhưng mất vài chục năm, do chiến tranh và điều kiện kinh tế nên các cuộc đua bị mai một. Các cao niên đều truyền lại cung cách chăm ngựa rất cẩn thận để con cháu được kế thừa tinh hoa của cha ông.
Để ngựa có một sức khỏe sung mãn khi tham gia cuộc đua, hàng ngày cần phải cho ngựa tập chạy vào mỗi buổi sáng hoặc chiều mát sau đó đưa ra suối tắm rồi nghỉ ngơi. Việc làm chuồng ngựa cũng rất quan trọng, mỗi con có một tính cách, nếu không hợp nó sẽ phá, lồng lộn, ảnh hưởng tới tinh thần thi đấu. Trong mấy tháng chuẩn bị cho đua ngựa thì phải chăm sóc chúng còn cẩn thận, tỉ mỉ. Trong khi ngựa được chăm sóc, vỗ béo và huấn luyện cho thành thục thì bản thân kỵ sĩ lại không được phép tăng cân hoặc nghỉ ngơi, kỵ sĩ phải bằng mọi cách ép cân tới mức tối đa để ngựa không bị mệt trong cuộc đua tốc độ.
Ngoài việc ép cân khắc nghiệt trên, kỵ sĩ ở Bắc Hà còn phải luyện tập một cách nghiêm ngặt. Vì là vùng đồi núi nên các kỵ sĩ đều chạy ngược dốc để luyện sức bền và cho các cơ giãn ra. Mỗi ngày, các kỵ sĩ đều chạy vài chục cây số, hết lên dốc lại xuống dốc ở những quả đồi chênh vênh. Sau đó, lại chạy từ chân đồi về và nhảy lên lưng ngựa phi nước đại khoảng chục vòng trên sân vận động. Tập luyện như thế để lấy sức bền cho mình và cho ngựa. Hơn nữa, ngựa được làm quen với địa hình chạy và gần gũi đám đông sẽ khiến chúng bớt sợ hãi giữa những tiếng hò reo, chiêng trống ngày hội. 

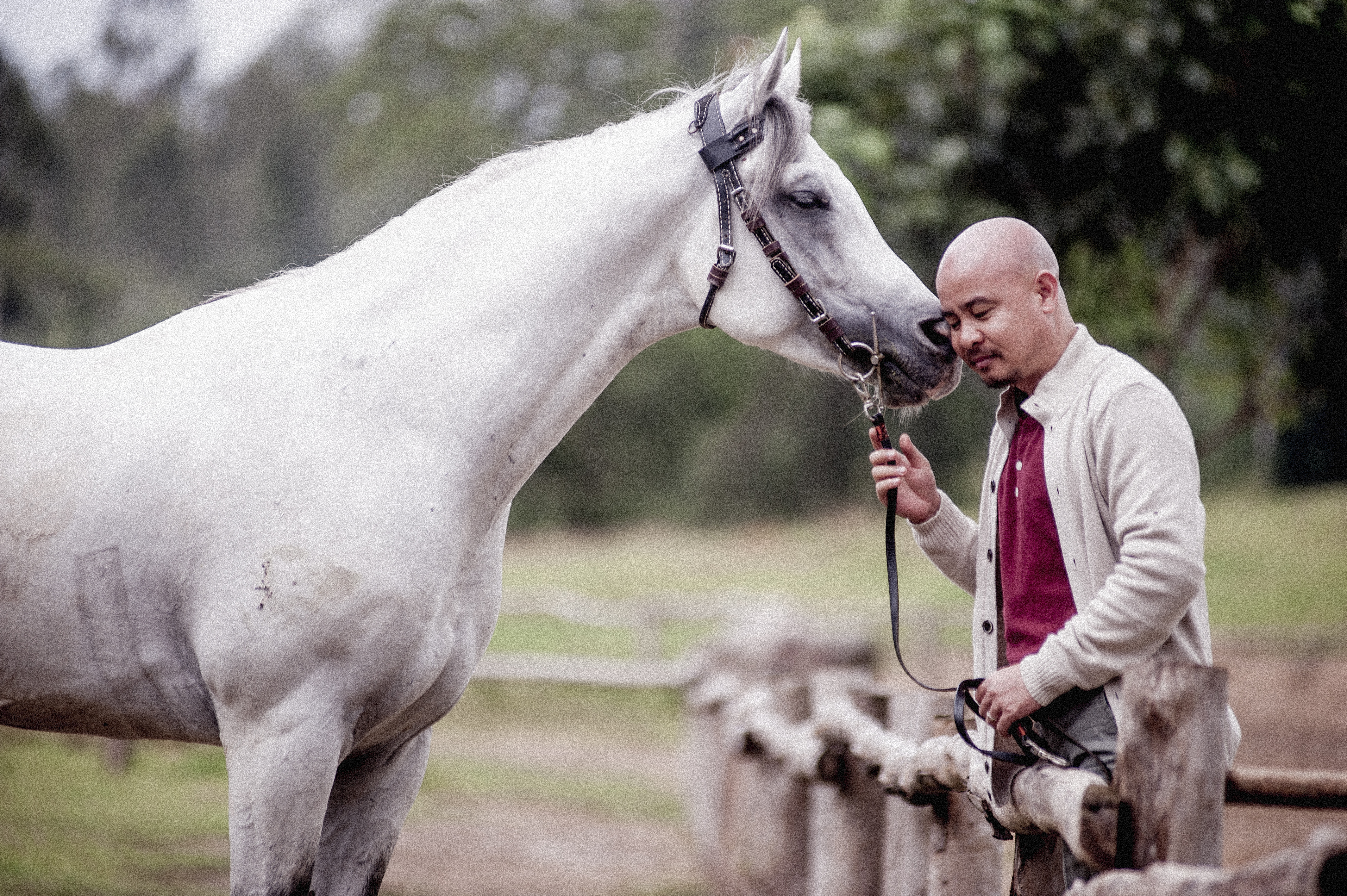
Doanh nhân Đặng Lê Nguyên Vũ và ngựa Akhal-Teke nhập ngoại

Cưỡi ngựa thể thao là môn thể quý tộc xuất phát từ Châu Âu, đã tồn tại qua hàng thế kỷ bắt đầu du nhập vào Việt Nam trong thời gian gần đây. Để xác định được thời gian cụ thể môn thể thao này hình thành khi nào vẫn chưa rõ. Bởi vì chúng du nhập từ Phương Tây và xuất hiện khá lâu trước đây, từ năm 1932, người Pháp đã cho mở cửa Trường đua Phú Thọ. Từ năm 1942, dưới chính quyền Bảo Đại thì môn cưỡi ngựa, đua ngựa được lưu hành trong hoàng gia và giới quyền quý, trong thời gian này, thú vui cưỡi ngựa vẫn chưa được mọi người hưởng ứng.
Sau đó, ở miền Nam Việt Nam, dưới chế độ Việt Nam Cộng hòa thì bộ môn này mới được cho là phát triển. Dưới thời chính quyền Nguyễn Văn Thiệu đã cho đầu tư chăn nuôi phát triển ngựa đua, từ đó, hình thành nên nhiều chủ hộ đăng ký vào Hội đua ngựa Sài Gòn. Ban đầu hội chỉ có một vài chủ hộ nuôi ngựa và chủ yếu phân vùng ở khu vực đô thành như Phú Lâm, Phú Thọ, Bình Chánh, Cây Da Sà. Nhưng sau đó cưỡi ngựa ở Sài Gòn được lan ra vùng Hóc Môn như Trung Chánh, Bà Điểm. Vào năm 1969 đến 1972 thì chính phủ bắt đầu tạm đóng cửa môn thể thao giải trí này, đến năm 1973 chúng được mở cửa trở lại.
Sau giải phóng, tháng 3 năm 1989, trường đua ngựa ở Phú Thọ được mở cửa trở lại. Năm 2004, Câu lạc bộ thể thao Phú Thọ bắt đầu ký hợp đồng liên doanh với Công ty Thiên Mã. Kể từ đây môn cưỡi ngựa ở Việt Nam trở thành một trong những môn thể thao giải trí chuyên nghiệp. Từ năm 2004 chỉ có 300 chủ ngựa nhưng đến năm 2011 tăng lên 800 chủ với hơn 1.000 con ngựa tham gia đua mỗi năm, như sau năm 2011, trường đua Phú Thọ bị đóng cửa, do đó, chỉ còn những cuộc đua ngựa quy mô nhỏ lẻ. Chưa có cuộc điều tra nào cho thấy có bao nhiêu trẻ em Việt Nam thích cưỡi ngựa, chỉ biết rằng em nào cũng thích “nhong nhong ngựa gỗ” khi ra công viên, vào khu vui chơi giải trí.
Ở Việt Nam môn thể thao cưỡi ngựa này đã có mặt tại Thành phố Hồ Chí Minh và Hà Nội cùng một số tỉnh thành lân cận ở miền Nam nhưng chưa phát triển rộng khắp. Nhiều yếu tố cản trở người Việt đến với môn cưỡi ngựa như nắng, nóng, bụi và tình yêu loài vật và còn phải kể đến chi phí khá cao. Đã có người Việt đưa con đến tập thử vài lần rồi rút lui mà không rõ lý do. Môn thể thao này lại là môn thể thao quý tộc không dành cho mọi người. Bởi vì chi phí để tham gia các khóa học cưỡi ngựa thường rất đắt, so với mức thu nhập của người Việt Nam thì nó khá đắt đỏ. 

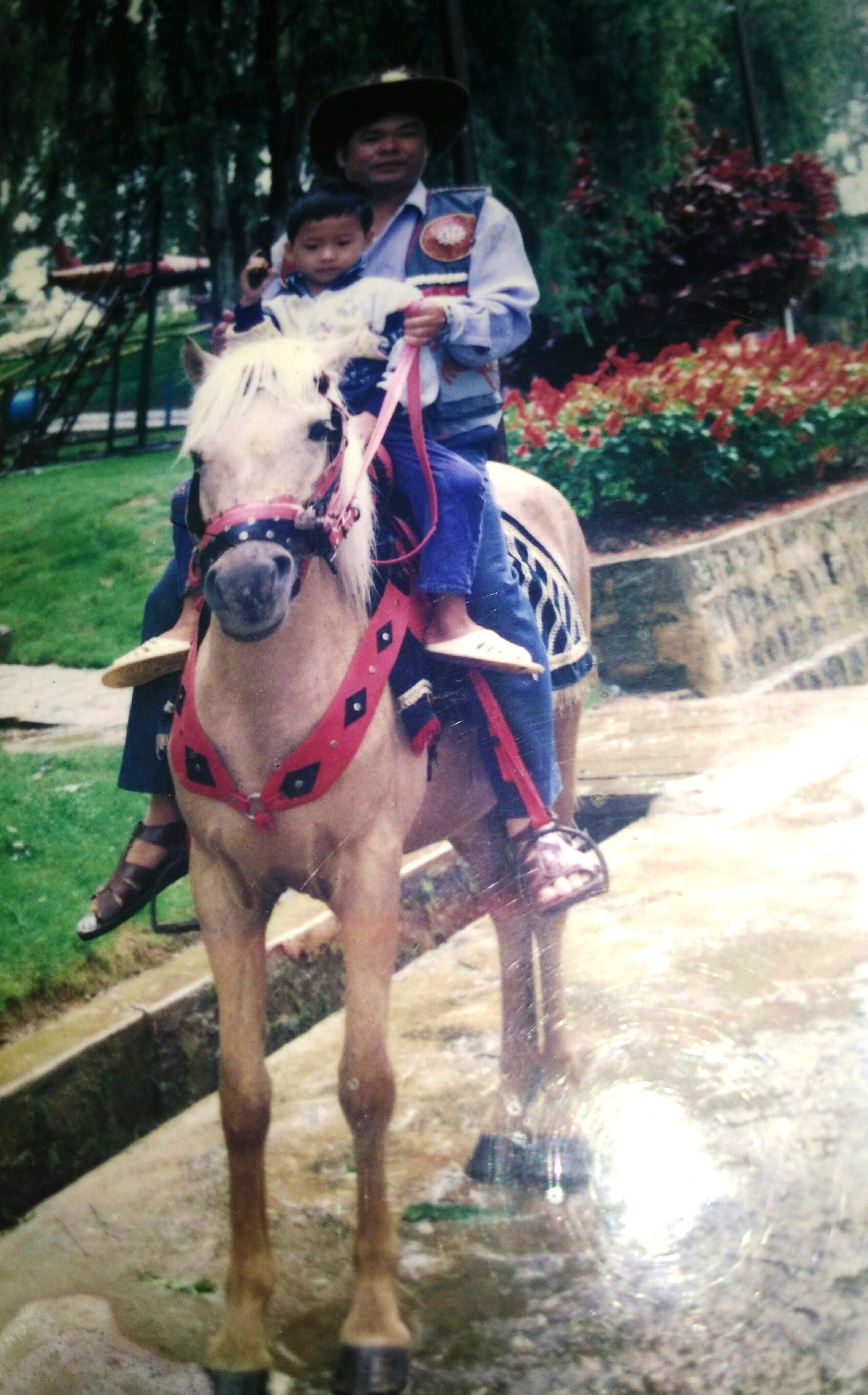
Một con ngựa Đà Lạt phục vụ cho du khách cưỡi và chụp ảnh

Trong đó mức giá dạy cưỡi ngựa được xem là rẻ hơn rất nhiều so với trong khu vực nhưng một tiết học cưỡi ngựa kéo dài khoảng 45 phút phải trả 400.000 đồng. Còn nếu học cưỡi ngựa trọn gói trong vòng 12 tháng thì mức giá có thể giảm từ 15 đến 20%. Đây chính là lý do người ta gọi môn cưỡi ngựa là môn thể thao quý tộc không dành cho mọi người. Bên cạnh đó việc tham gia môn thể thao này không chỉ tốn tiền mà còn tốn nhiều thời gian vì phải có thời gian làm quen với ngựa. Tham gia các khóa học cưỡi ngựa và phải mất một thời gian dài mới có thể điều khiển được chú ngựa thuần tính nết.
Để học cưỡi ngựa và tham gia vào các tại Việt Nam thì Thành phố Hồ Chí Minh được xem trung tâm của môn thể thao giải trí này vì thế trường đua rất chất lượng, tại các trường đua, cưỡi ngựa tại Thành phố còn có hệ thống giống ngựa chất lượng tốt, nhất là giống ngựa Ăng lê-Ảrập. Hình thức giải trí này đang phát triển khá mạnh và thu hút nhiều người tham gia. Tuy nhiên trong thời gian gần đây dịch vụ cưỡi ngựa ở Hà Nội cũng đã hình thành nên khá nhiều địa chỉ mới lạ.
Sân tập cưỡi ngựa của Saigon Pony Club ở Quận 2 thuộc Thành phố Hồ Chí Minh với hai sân tập rộng 600m2 và 1.000m2 dành cho hai trình độ: mới tập và điều khiển thành thục các động tác. Lý do mà Saigon Pony Club ra đời cách khi người chủ sở hữu cũ muốn đáp ứng sở thích cưỡi ngựa của cô con gái nên đã lập ra. Ngựa ở đây đều có tên nước ngoài, như Diabolo, Crac, Flamme, Mogito, Wok, Romeo nhưng đều là ngựa nội được mua về từ Củ Chi, Đức Hòa và Đức Huệ (Long An), những lò nuôi ngựa đua nổi tiếng bấy lâu nay cho trường đua Phú Thọ, trước khi hoạt động đua ngựa bị ngưng.
Câu lạc bộ này có 130 học viên, trong đó hơn 95% là người nước ngoài, số còn lại phần lớn là Việt kiều hoặc từng có thời gian sống ở nước ngoài. So với giá học cưỡi ngựa trong khu vực, chi phí ở Việt Nam là rẻ. Một tiết học 45 phút là 400.000 đồng, nếu đóng trọn gói ba tháng (12 tiết học) hoặc có thành viên gia đình tham gia thì được giảm 15-20%. Mỗi tuần các học viên đều phải thay ngựa cưỡi để tập tiến bộ vì mỗi con ngựa là một cá tính khác nhau. Tất cả đều là ngựa nhỏ (pony) so với chuẩn ngựa bình thường ở phương Tây được mua về với giá 5-20 triệu đồng/con, đắt lắm cũng chỉ 30 triệu đồng.
Tại Hà Nội có Câu lạc bộ Ngựa Hà Nội nằm ở huyện Hoài Đức được biết đến là nơi duy nhất đến nay tại Hà Nội cung cấp dịch vụ dạy cưỡi ngựa chuyên nghiệp và bài bản với những chú ngựa to lớn thuộc những giống đắt tiền nhập khẩu từ nước ngoài, những bài học cưỡi ngựa từ cơ bản đến nâng cao, những phút giây thư giãn, chơi đùa cùng ngựa. Câu lạc bộ Ngựa được thành lập năm 2013 nhằm mục đích cung cấp những dịch vụ này cho quảng đại người dân, tại đây có một số dịch vụ như chơi với ngựa, team building, chụp ảnh và đặc biệt là học cưỡi ngựa. Lớp học cưỡi ngựa tại câu lạc bộ đã thu hút rất nhiều học viên đến tìm hiểu môn thể thao này.

## Kỹ thuật thể thao

### Làm quen ngựa

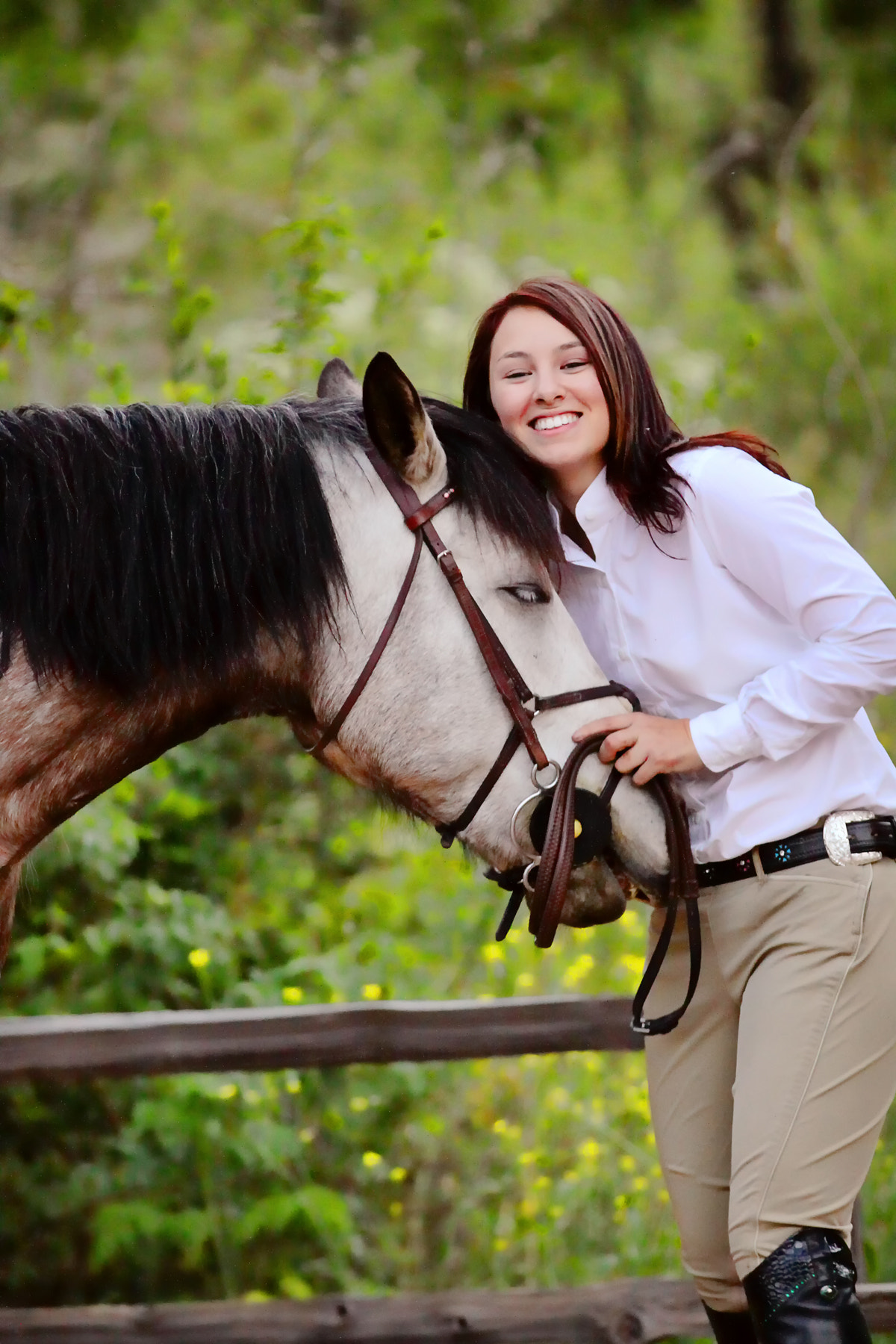
Làm thân với với ngựa sẽ giúp cho việc cưỡi ngựa được dễ dàng

Để thực hiện được kỹ thuật cưỡi ngựa, cần chuẩn bị ngựa cưỡi, hiện nay có 4 loại giống ngựa chính như giống như Saddlebred Mỹ, Missouri Fox Trotter, Paso Fino đã được lai tạo để phục vụ cho việc cưỡi, chở người đi dạo, tốt nhất khi vừa mới bắt đầu nên chọn giống ngựa nào dịu dàng và hiền. Chọn loại ngựa mà nài muốn, hiện có rất nhiều loại ngựa khác nhau, có một vài trong số các loại phổ biến nhất: 
- Ngựa yên Mỹ (Saddlebred) là giống ngựa của Mỹ, nổi tiếng với sự hiện diện đầy phong cách và sự dịu dàng.
- Ngựa Missouri (Missouri Fox Trotter) là giống ngựa của Mỹ, được biết đến với sức chịu đựng của nó, hữu ích cho việc kéo xe hoặc sử dụng ở trang trại.
- Ngựa Tennessee (Tennessee Walker) là giống ngựa của Mỹ, chuyên dùng để cưỡi đi dạo (bách bộ), chúng có một phong cách hào nhoáng, nhưng định vị điềm tĩnh.
- Ngựa Paso Fino là giống ngựa ở Nam Mỹ, đây là giống ngựa ược ưu tiên cho các chương trình biểu diễn hoặc cưỡi ngựa của các cao bồi Nam Mỹ (gaucho).
- Ở Việt Nam có quần thể ngựa Đà Lạt được lai tạo từ ngựa nội địa phương của người Lạch vùng cao nguyên và các giống ngựa ngoại nhập, đây là những con ngựa tính tình thuần hiền, ít trở chứng, nên được chọn làm ngựa cưỡi chở du khách để đi dạo hoặc chụp ảnh.

Việc đơn giản nhất trong cách cưỡi ngựa là làm quen với chú ngựa sẽ cưỡi, nếu không làm quen với chúng sẽ không thể khởi đầu hoàn hảo. Yêu cầu đầu tiên là hãy chào hỏi, trò chuyện với chú ngựa mà mình sẽ cưỡi. Ngựa là loài vật nhạy cảm và thông minh. Những bước làm quen ban đầu này sẽ giúp việc tập luyện sau đó thuận tiện hơn. Chỉ từ từng bước nhỏ để gây ấn tượng với chú ngựa sẽ cưỡi nên vuốt ve nó, làm quen và kết thân với chúng, cần phải nhìn vào mắt nó, kèm theo đó là nói những lời ngọt ngào vỗ về.
Nhưng vuốt ve và dành cho chú những cái ôm là chưa đủ mà cần phải tiếp xúc gần gũi với ngựa hơn nữa để chú ngựa nghe lời vì kỹ thuật cưỡi ngựa đòi hỏi phải có những sự tương tác tới chú ngựa, sau đó là hãy thể hiện mình là người tôn trọng nó, đừng dục dã con vật, đừng đánh nó, hoặc làm nó sợ với những hành động quá khích như đấm, đá, đạp vì đôi khi con vật sợ sẽ đột ngột chạy hoặc có những hành động theo bản năng hoàn toàn có thể làm bị bất ngờ và gây ra những hậu quả đáng tiếc. Ở châu Âu học viên sẽ tự tay làm vệ sinh cho ngựa trước khi cưỡi. Ở châu Á còn lưu truyền mẹo làm quen với ngựa khi nài ngựa tự mình dọn chuồng ngựa, thậm chí có người còn trét phân ngựa lên người để chúng tưởng là đồng loại.
Việc làm quen với ngựa rất quan trọng, đóng vai trò thiết yếu trong việc thành bại của cuộc đua, nếu không hiểu tính cách của con ngựa mình cưỡi nên rủi ro xảy ra là không hiếm. Các kỵ sĩ chuyên nghiệp đều dễ dàng tiếp xúc với con vật trung thành bằng nhiều phương pháp, ngoài việc vuốt ve chóp lông mao con ngựa, kỵ sĩ phải trực tiếp cho ăn, tiếp xúc thường xuyên với tuấn mã để phát hiện ra tính cách cũng như khả năng riêng biệt của ngựa. Tuy nhiên, có những kỵ sĩ dù nắm vững kỹ thuật đến mấy vẫn có thể bị ngựa đá gãy xương sườn, gãy chân, cắn đứt tay do một số con ngựa hay trở chứng khó đoán trước.

### Trang bị, khởi động

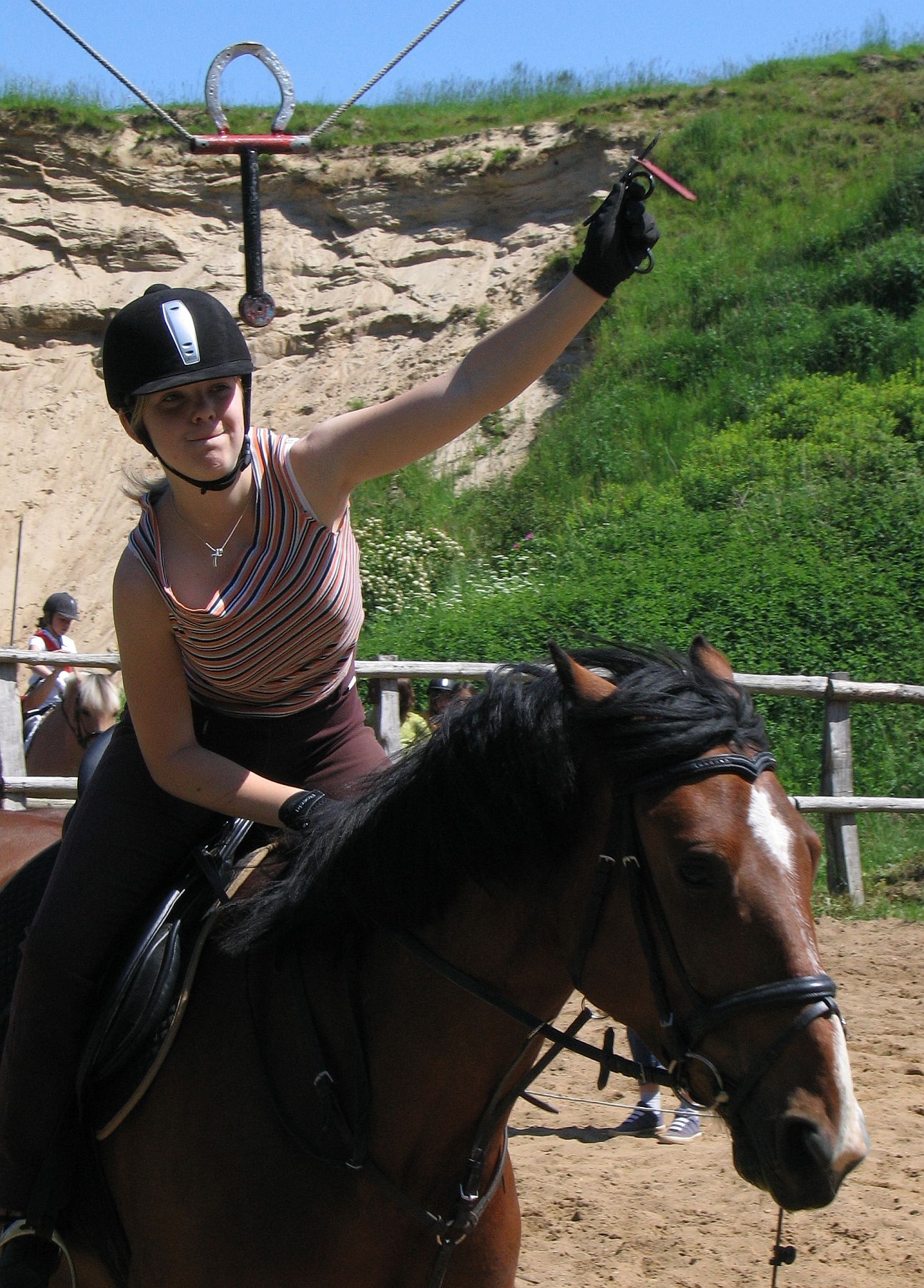
Môn thể thao cưỡi ngựa yêu cầu học viên phải đội nón bảo hiểm

Để tham gia môn thể thao quý tộc này một cách an toàn lành mạnh thì cần trang bị đầy đủ kiến thức. Đặc biệt là những kiến thức về đồ bảo hộ, cách điều khiển ngựa sao cho an toàn. Trước khi vào sân tập, học viên phải đội mũ bảo hiểm, mang giày. Theo quy định của môn thể này thì trước khi tham gia cưỡi ngựa cần chuẩn bị mũ bảo hiểm, quần áo gọn gàng, một đôi giày thể thao chắc chắn và một chiếc mũ bảo hiểm. Giày phải mang trước một cách chỉnh tề, phần giây giày phải buộc thật chặt.
Cần trang bị những vật dụng bảo hộ cần thiết khi tham gia cưỡi ngựa đặc biệt là mũ bảo hộ. Sau các bài khởi động, học viên mới được tự tay mình điều khiển ngựa chạy. Trước khi vào sân tập, học viên phải đội mũ bảo hiểm, mang giày. Cũng nên chuẩn bị các trang thiết bị bảo vệ như mũ bảo hiểm, giày bảo hộ, hoặc là nệm bảo vệ khủy tay và khủy chân. Người cưỡi phải đội mũ bảo hiểm, chân mang giày thể thao ngồi trên lưng ngựa, chiếc mũ bảo hiểm sẽ giúp bảo vệ đầu nài khi ngã ngựa.
Ngoài ra, cần phải khởi động với các bài tập cơ bản để tránh xảy ra chấn thương. hướng dẫn khởi động tay, đầu, cổ nhằm tránh các chấn thương có thể xảy ra trong quá trình tập luyện. Các học viên sẽ bắt đầu từ những bài học đầu tiên như đi bộ, đi nước kiệu, đến những động tác khó hơn như chạy vòng tròn, phi nước đại. Họ sẽ khởi động ngay trên lưng ngựa khi đang di chuyển bởi đó là cách để luyện sự thăng bằng. Đồng thời trên yên ngựa mọi người khởi động tay, đầu, cổ, vai, hông nhằm tránh các chấn thương có thể xảy ra trong quá trình tập luyện. Việc khởi động mất khá nhiều thời gian.
Trước khi tập, học viên phải thực hiện các động tác khởi động trên lưng ngựa: xoay tay, vai, cổ, đồng thời, các học viên cũng được học phản xạ các tư thế ngã để hạn chế chấn thương, đó là các bài tập khởi động tay chân như Jump Jacks, Butt Kickers, giãn cơ, xoay khớp hán, những bài tập này sẽ giúp cơ thể được thoải mái, tinh thần tỉnh táo và hạn chế bị nhồi máu cơ tim. Các học viên được nài ngựa dắt một vài vòng quanh sân, những chú ngựa được thắng yên chắc chắn vào sân và họ sẽ ở cạnh học viên trong suốt buổi học để giữ cương và giữ thăng bằng.
Mỗi học viên tự vào chuồng chọn cho mình một con ngựa ưng ý rồi tự đóng yên cương, được huấn luyện viên hướng dẫn cách dùng dây cương và các động tác để điều khiển ngựa rẽ trái, rẽ phải, dừng lại. Một số con ngựa cao, do đó nài ngựa có thể cần phải mua một yên xe với một sưng cao ở phía trước. Nó có thể rất khó chịu đối với bất kỳ con ngựa nào để mặc yên ngựa không phù hợp. Đặt yên nhẹ về phía trước trên vai, sau đó để cho nó trượt cho đến khi nó đến một điểm dừng tự nhiên, nếu nó cho thấy khó chịu, điều chỉnh yên, cần có một cái trùm đầu (headstall) phù hợp và vừa vặn cho chú ngựa, nên chọn thiết bị thoải mái nhất cho ngựa.

### Tương tác khi cưỡi

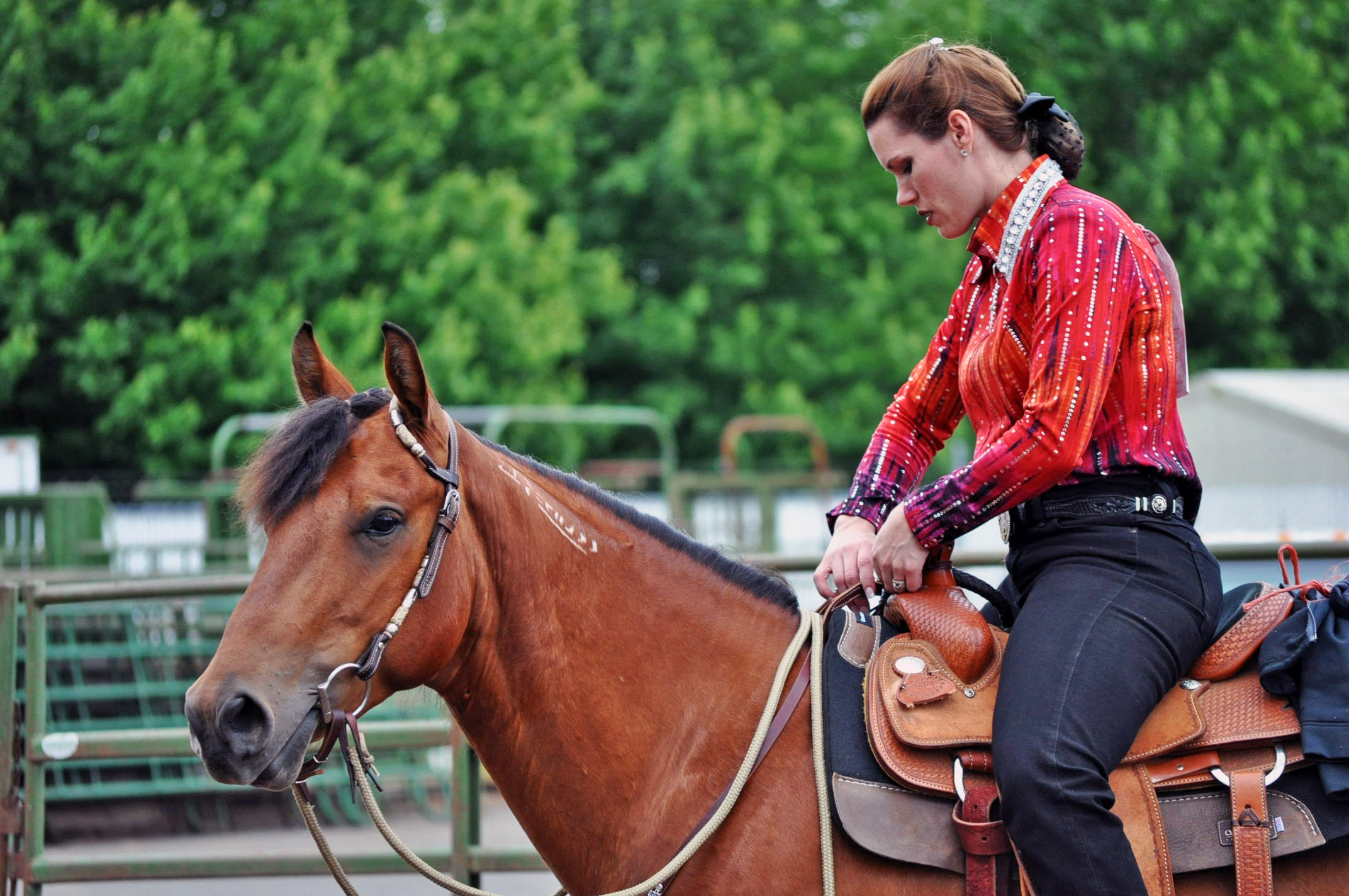
Một nữ nghệ sĩ trình diễn đang tương tác với ngựa

Cưỡi ngựa còn là một môn thể thao, đòi hỏi người tham gia phải biết tương tác với con vật. Người chơi môn thể thao này cần phải học nhiều điều như từ cách ngồi thoải mái trên lưng ngựa cho đến việc phải hiểu được tính nết của ngựa để điều khiển nó theo ý mình, sự tương tác với loài ngựa giúp người cưỡi ngựa biết cách ứng xử bình tĩnh và kiểm soát tình huống tốt hơn. Khi đã bắt đầu ngồi trên lưng ngựa, nên thận trọng, không được nổi nóng với con ngựa mà mình đang cưỡi. Trong cách cưỡi ngựa có đề cập đến, nên tránh không được đụng đến điều này, hãy là người cưỡi ngựa khôn ngoan, biết rõ giới hạn của từng loài và không được đi quá ra giới hạn đó.
Khi hô ngựa, cần hô lớn tiếng, rõ ràng và dứt khoát. Cách cưỡi ngựa đã chỉ ra rất rõ điều này, không được bé mồm, hô hào lí nhí sẽ khiến không điều khiển và làm chủ được chú ngựa của mình. Hơn nữa, việc hô ngựa to cũng giúp bình tĩnh điều khiển ngựa. Sử dụng các tín hiệu lời nói đơn giản để sao lưu các dấu hiệu vật lý, chẳng hạn nài ngựa có thể khuyến khích con ngựa di chuyển và dừng lại bằng cách nói, "đi bộ", "whoa" hoặc "ho". Hãy nhất quán trong việc đưa ra các chỉ dẫn bằng lời nói, cũng nên khuyến khích và hỗ trợ tích cực khi con ngựa đi theo một hướng, có thể nói "ngựa ngoan" (good boy) hoặc chà cổ nó. Người Trung Quốc khi thúc ngựa thường phát âm như Cha!cha!.

### Tư thế cưỡi ngựa

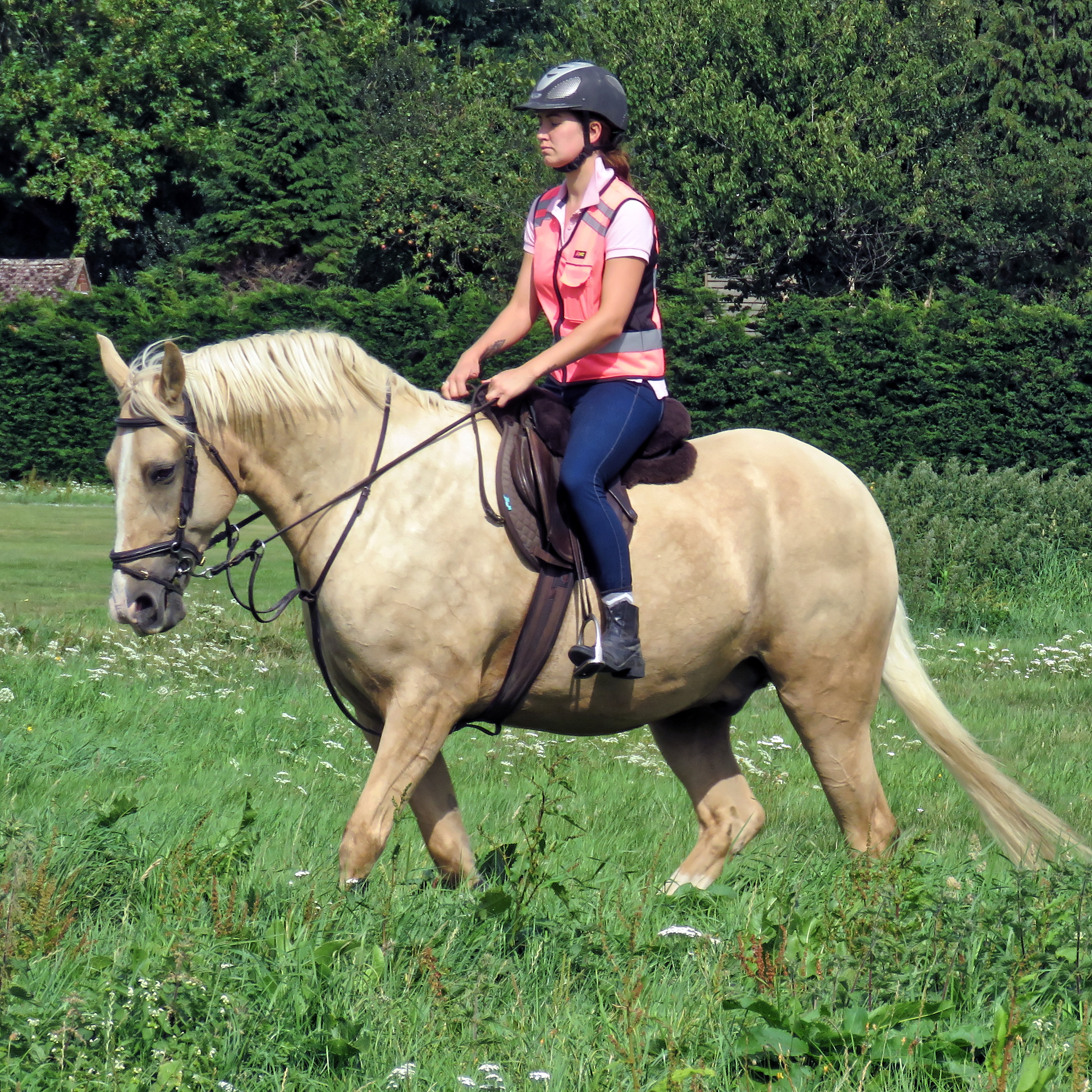
Một tư thế cưỡi ngựa chuẩn của nài ngựa với hai tay nắm chặt dây cương nhưng không siết chặt, chân thả lỏng và tư thế thẳng lưng để giữ thăng bằng và kiểm soát trọng tâm

Khi trèo lên mình con ngựa, cũng cần có một kỹ thuật thực hiện chắc chắn, cần đứng bên cạnh con ngựa rồi giữ lấy phần dây cương trong tay trái của mình. Sau đó đặt chân trái lên phần bàn đạp ở yên ngựa rồi đạp xoay chân phải để trèo lên, khi trèo lên, cần hạ mình xuống phần yên nhẹ nhàng để ngựa tránh giật mình. Thông thường có nhiều người lần đầu thực hiện cách cưỡi ngựa thường kẹp chân mình bên hông ngựa (kẹp hông). Tuy nhiên điều này lại hoàn toàn sai lệch vì chúng sẽ ảnh hưởng đến việc điều khiển ngựa.
Tốt nhất nên nhẹ nhàng để chân chạm vào mặt bên thân của ngựa. Cùng lúc đó, phần đầu gối phải tạo góc cong và gót chân thì thấp hơn ngón chân. Chân nên nhẹ nhàng chạm vào mặt bên của con ngựa trong khi đầu gối bị cong và gót chân thấp hơn ngón chân. Ngồi thẳng với vai, hông và gót chân. Điều này sẽ phân phối đồng đều trọng lượng của nài, giúp con ngựa mang chủ dễ dàng hơn, có thể tưởng tượng một đường thẳng chạy từ tai, vai, hông và gót chân tạo thành một trục dọc giữ cho xương sống được thẳng.
Giữ lưng thoải mái, trong khi lưng nên thẳng, hãy chắc chắn không để cột sống bị cong hoặc vẹo, lệch đi khi cưỡi. Cột sống cong sẽ làm người cưỡi sẽ ngồi quá xa về phía trước. Cột sống cong có thể dẫn đến sức căng tổng thể. Sử dụng cơ vùng chậu để gợi ý một hướng đến con ngựa. Lái khung xương chậu về phía trước hoặc phía sau để khuyến khích con ngựa theo những hướng đó. Phát triển các tín hiệu này sẽ mất thời gian và thực hành, sau đó, người cưỡi ngựa cần tiếp tục làm việc với con ngựa để tạo ra phương pháp hướng dẫn trực quan này để đảm bảo thực hiện đúng tư thế cưỡi ngựa an toàn, đúng kỹ thuật.

### Điều khiển ngựa
Khi mới bắt đầu, nên đi chậm, đừng vội dùng ngựa chạy nhanh. Cách cưỡi ngựa đã nêu những điểm này vô cùng kĩ càng, dùng gót chân thúc 2 lần vào bụng của nó, hô to tiếng đi. Tay phải ghì dây cương để con ngựa thả bộ thật chậm rãi. Mỗi khi muốn chuyển hướng hãy kéo dây cương của ngựa. Cứ thật chậm rãi từ từ, không việc gì phải vội vàng cả. Chú ý đến thái độ và bước đi của chú ngựa. Nếu muốn rẽ về một hướng mà ngựa rẽ hướng ngược lại, hãy nhớ cách cưỡi ngựa. Nó có nhắc rằng cần phải ghì mạnh dây cương về hướng ngược lại. 

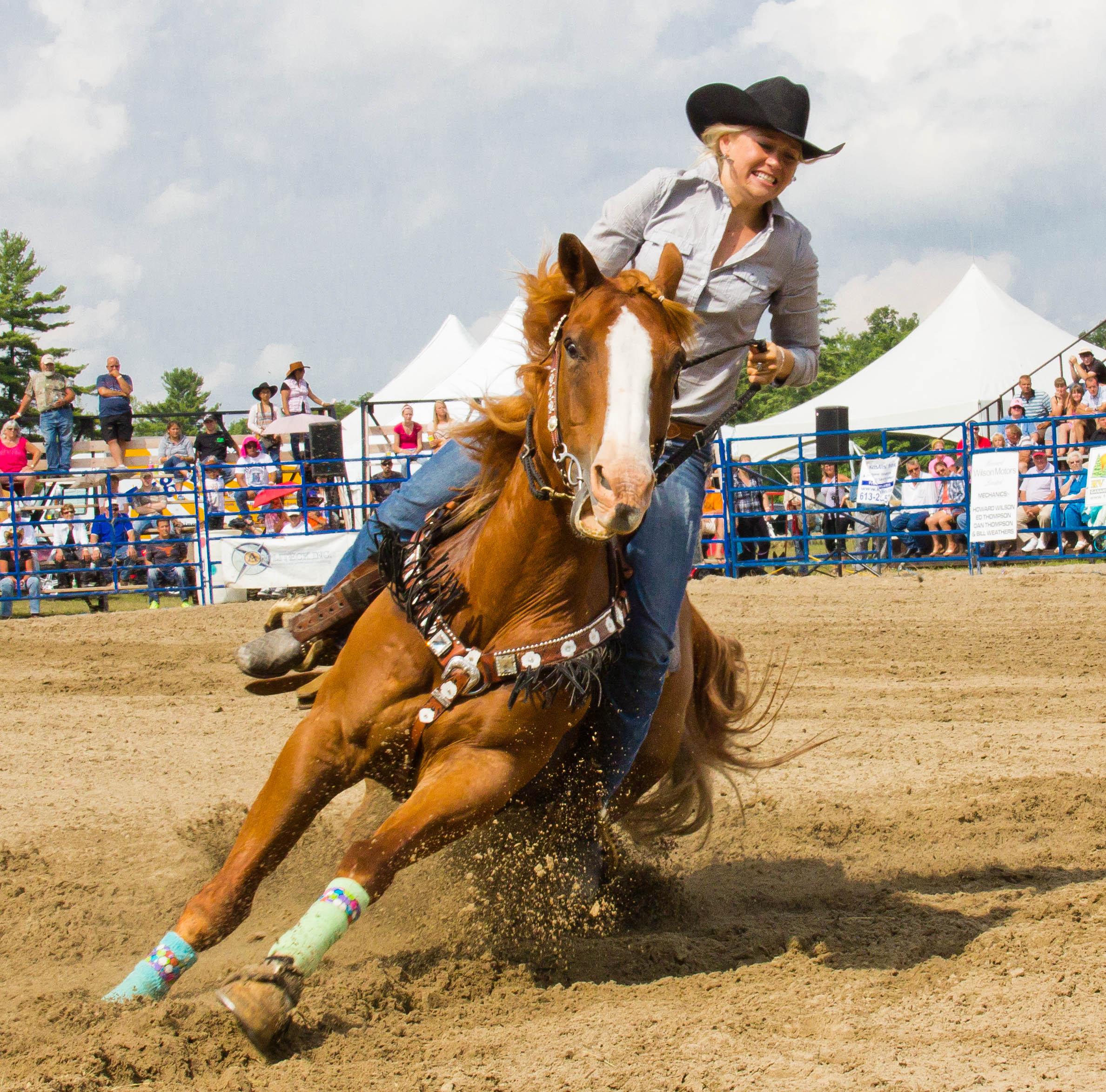
Một pha xử lý có độ khó của nữ cao bồi trong một phần thi với yêu cầu thắng gấp trong khúc ngoặt

Nếu con ngựa có cứng đầu. Hãy ghì dây cương mạnh mẽ và dứt khoát. Hãy cho chú ngựa biết rằng ai mới là chủ thật sự của nó. Hãy giật dây cương về phía mình và thúc hai gót chân vào bụng ngựa, làm thật dứt khoát. Chú ngựa sẽ đi chậm, trong trường hợp chú ngựa không đi, có nhiều khả năng là đã làm sai lệnh và nếu như thế phải kiểm tra lại. Khi đã thuần thục hơn những động tác đi bộ. Hãy chuyển sang động tác chạy nhanh ở ngựa tức là thúc đi nhanh và phi.
Cách cưỡi ngựa đã nêu rất rõ, vẫn làm những động tác giống với đi bộ, chỉ khác là cần phải thúc nhanh hơn. Đợi cho đến bao giờ chú ngựa chịu chạy thì từ từ và tăng tốc từng chút một. Nếu chú ngựa chạy nhanh quá lại dễ mất quán tính và ngửa người về sau. Cho dù đang cho ngựa chạy nhanh hay chậm, cần phải nhớ quy tắc này trong kỹ thuật cưỡi ngựa. Đó là luôn cầm chắc dây cương, không được phép lơ là. Việc phi ngựa cần phải dật thật mạnh dây cương và phải giữ thật chắc, không bao giờ được cầm vào cục yên nhô lên ở giữa.
Giống với đi chậm, làm khẩu lệnh và động lệnh tương tự. Chỉ khác một điều là hãy thúc nhanh hơn, cho đến khi chú ngựa chịu chạy thì thôi. Khi phát triển kỹ thuật thành thục thì mới nên thực hiện các động tác khó như rạp người, nhoài người. Ngựa càng phi nhanh, càng phải làm chủ tốt, làm chủ cảm giác sợ hãi của bản thân khi lao đi trong gió, làm chủ các động tác để điều khiển một con vật to lớn hơn mình. Hãy là một người mạnh mẽ và làm chủ được mọi tình huống.
Ngoài các kỹ thuật cưỡi ngựa như trên thì việc chú ý đến dây cương cũng là điều quan trọng, hãy chắc chắn không kéo dây cương quá chặt và hãy để hơi lỏng một tí sẽ dễ dàng gửi được tín hiệu đến con ngựa của mình. Giữ chặt dây cương, nhưng không kéo. Điều này cho phép con ngựa biết rằng chủ nó đang ở đó và chắc chắn không kéo chặt dây cương, con ngựa sẽ cần không gian để di chuyển đầu của nó.
Ngồi trên lưng ngựa, kỵ sĩ phải nắm vững tất cả kỹ thuật khi đua như cách bẻ cua, ôm cua, ghìm cương, lấy đà, bức tốc. Nhưng quan trọng hơn cả là phải làm cho người và ngựa "cùng nhịp" với nhau. Việc hướng dẫn ngựa bằng cơ thể chính là kỹ thuật điều khiển ngựa khi vào góc cua, để thực hiện kỹ thuật này cần sử dụng phần cơ vùng chậu để gợi ý hướng chạy, hãy lái khung xương chậu về phía trước hoặc là phía sau để khuyến khích ngựa, với tín hiệu này hoàn toàn có thể điều khiển ngựa dù ở khúc cua nào, vì đây chính là kỹ thuật khó.

### Giữ thăng bằng

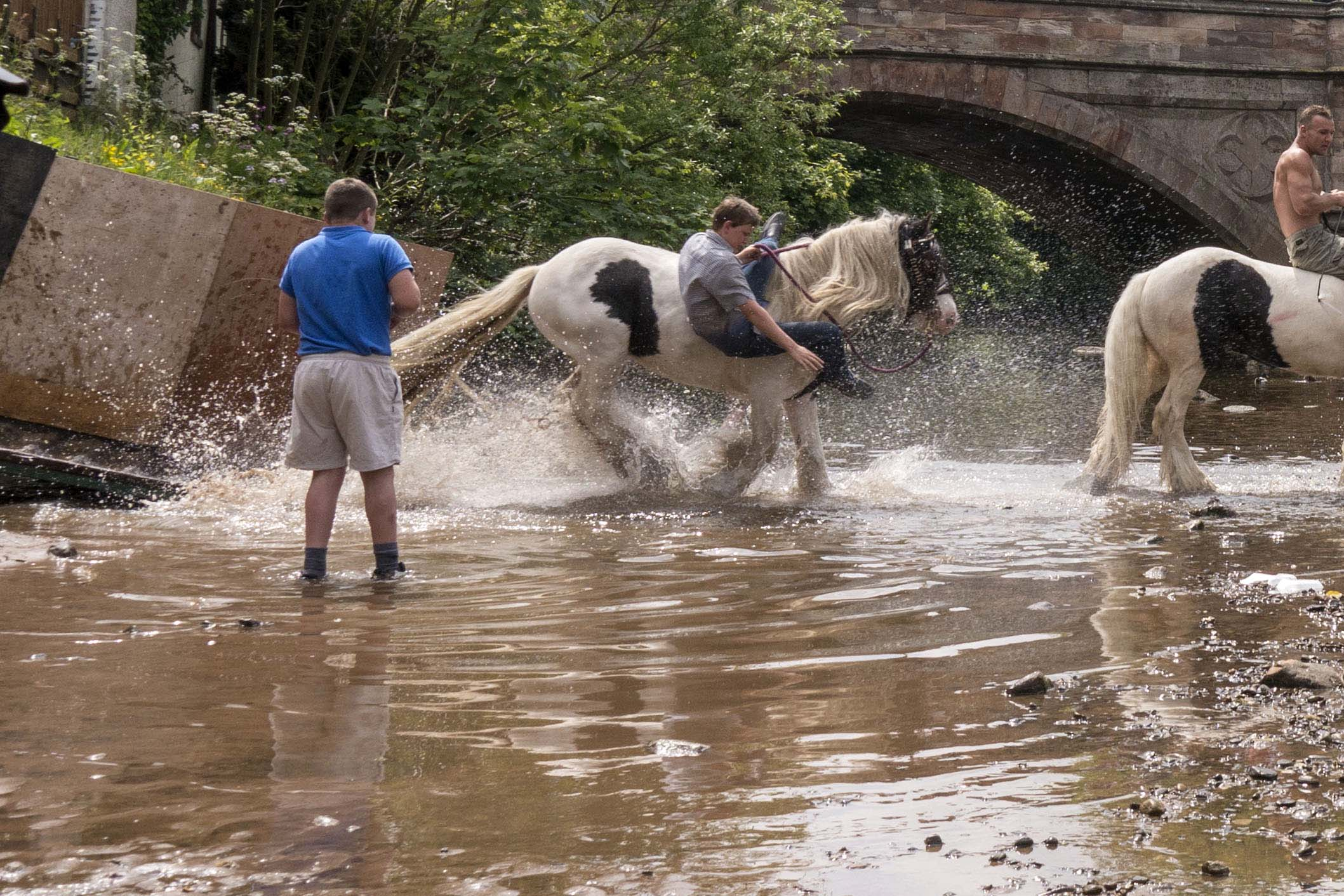
Một pha ngã ngựa, những cú ngã ngựa không phải là hiếm khi chơi môn thể thao này khi mất thăng bằng

Cưỡi ngựa là một môn thể thao có kỹ thuật khó, đòi khỏi người cưỡi phải phối hợp các động tác và phối hợp thật ăn ý với con ngựa để có thể cưỡi ngựa một cách thuần thục nhất và tránh chấn thương xảy ra do ngã ngựa. Một trong những kỹ thuật cưỡi ngựa cơ bản nhất đó là ổn định trọng tâm. Ngồi trên lưng ngựa với tư thế chính xác và trọng tâm được ổn định rất tốt cho lưng. Để làm được điều này thì người cưỡi ngựa cần phải có sức mạnh và cột sống thẳng, ngoài ra cần kiểm soát tốt tính khí của con ngựa.
Và để điều khiển được ngựa di chuyển theo ý của mình cần nhiều sức mạnh hơn và nỗ lực điều chỉnh trạng thái cơ thể nhiều hơn. Thực hiện công việc này cũng tốt cho lưng vì giúp tăng sức mạnh của toàn bộ cơ thể. Đồng thời luôn tạo cho mình một tâm thế thoải mái, vui vẻ và bớt căng thẳng vì khi ngồi không đúng cách và tâm trạng căng thẳng thì ngựa cũng căng thẳng, từ đó chúng sẽ không kiểm soát được tốc độ và có thể chạy nhanh hơn lúc ban đầu. Một người cưỡi ngựa với khả năng ổn định trọng tâm tốt sẽ tăng cường sức mạnh và cải thiện sức khỏe của lưng khi cưỡi ngựa với điều kiện không bị ngã ngựa.
Kỹ thuật cưỡi ngựa tiếp theo cần nắm bắt dù ở điều kiện nào chính là ngồi thăng bằng. Nếu không biết ngồi như thế nào cho đúng thì rất khó liên lạc với ngựa, ngựa sẽ cảm thấy khó khăn hơn khi mang vác nài ngựa trên lưng, hãy ngồi thẳng tạo một góc 90 độ và gót chân ở bàn đạp, khi cảm thấy khó nhận biết thì có thể tưởng tượng đang có một đường thẳng sau lưng sẽ giúp cơ thể phân phối được trọng lượng đều hơn. Bên cạnh đó, khi cưỡi ngựa nên hế để cột sống bị cong điều này giúp tránh việc ảnh hưởng đến sức khỏe, nhất là các di chứng, biến chứng về sau.
Một người cưỡi ngựa không có khả năng ổn định trọng tâm và thực hiện tư thế cưỡi ngựa tốt sẽ khó có thể cải thiện sức khỏe cho lưng của người cưỡi ngựa (nài ngựa, kỵ mã, chủ ngựa). Điều này chỉ có thể thay đổi khi mà trước tiên họ được hướng dẫn cách ổn định trọng tâm và sau đó áp dụng kiến thức này khi ngồi trên yên ngựa, có thể sử dụng dây thắt lưng hỗ trợ lưng để có thể giảm tác động lên khớp xương thắt lưng trong quá trình hoạt động trên lưng ngựa. Điều khiển ngựa chạy một cách thông minh và chính xác là chìa khóa để giảm tối đa sự căng lưng trong khi cưỡi, tránh tạo ra những di chứng khi cưỡi ngựa.

### Bài tập cho trẻ

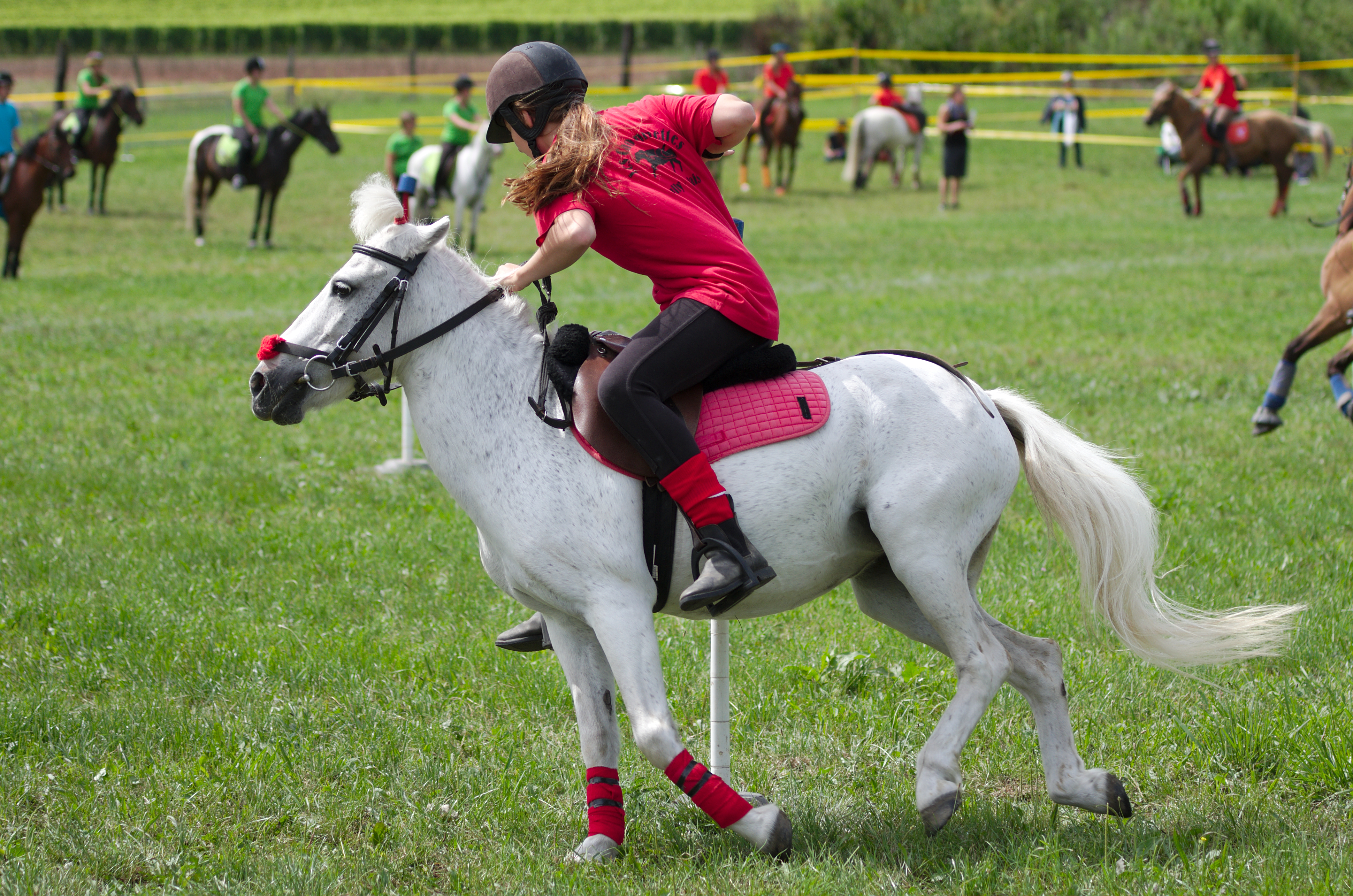
Một bạn trẻ đang cưỡi ngựa thực hiện động tác khó trong một trò chơi

Đối với trẻ em, bài học là những trò chơi kết hợp các biện pháp giữ thăng bằng nhắm mắt, dang tay ngồi trên lưng ngựa, đứng, nằm trên lưng ngựa. Các bài tập cơ bản như cầm cương, giữ ngựa thăng bằng, điều khiển ngựa rẽ phải, rẽ trái. Khi mới tập, khó nhất là động tác giữ thăng bằng trên lưng ngựa. Tập quen thì động tác xoay người 360 độ trên yên ngựa là kỹ thuật khó nhất đối với người học. Nói chung, những bài tập làm quen ngựa, dắt ngựa, khởi động cá nhân và trèo lên ngựa là những bài tập cơ bản trước khi tiếp cận với những kỹ thuật khó hơn
Sau khi những bài tập, động tác cưỡi ngựa mang tính cơ bản đã được rèn luyện và những học viên là trẻ em đã thực hiện thuần thục các tư thế và cách điều khiển ngựa, từng nhóm từ 1 đến 2 học viên sẽ điều khiển ngựa theo hiệu lệnh của huấn luyện viên như: cho ngựa đi nước kiệu, đi vòng tròn, đi thẳng. Mỗi tuần các học viên đều phải thay ngựa cưỡi để tập tiến bộ vì mỗi con ngựa là một cá tính khác nhau. Thỉnh thoảng các em bày tỏ sự yêu mến với chú ngựa của mình bằng cách khom người xuống vỗ nhè nhẹ vào mình ngựa để gia tăng sự tương tác với ngựa. Ở trình độ nâng cao, các học viên được học các động tác khó như nhảy rào, vượt chướng ngại vật.
Các học viên ngồi trên lưng ngựa tập trung thực hiện những động tác hết sức nhịp nhàng, đẹp mắt, khi thì uốn cong người ra phía sau, lúc thì đưa hai đầu gối lên cao tì chân vào mình ngựa, cho ngựa phi nhanh, chạy vòng tròn. Các động tác được thực hiện dứt khoát theo nhịp hô của huấn luyện viên. Một bài tập cưỡi ngựa được hướng dẫn kéo dài 45 phút, đồng thời đã cưỡi ngựa là phải bị té nhiều lần. Những cú ngã ngựa là chuyện thường xảy ra trong mỗi buổi tập, do đó yêu cầu rất cao là khi cưỡi ngựa trẻ em phải được trang bị đồ bảo hộ. Một huấn luyện viên ngựa nhận xét hóm hỉnh rằng khi so sánh thì các học viên người Việt khi ngã ngựa một cách “té khéo” vì họ đã quen ngồi xe gắn máy, trong khi các học viên nước ngoài té cái bịch như bao khoai.